# プラスチック汚染
プラスチック汚染（プラスチックおせん）は､適切に処理されなかったプラスチックゴミが河川や海へ流出し、海洋や自然環境に影響を与えるものであり、人間、野生生物、およびその生息地に地球環境に悪影響を及ぼすプラスチック製品やその破片（例：プラスチックボトル、袋、マイクロビーズなど）が蓄積することをいう。プラスチックは安価で耐久性があり、さまざまな用途に適しているため、あらゆる商品の製造業者はプラスチック材料を汎用する。ほとんどのプラスチックの化学構造は自然の分解プロセスに対して抵抗性があるため、自然環境下では極めて分解が遅い。これらの2つの理由により、大量のプラスチックが未処理の廃棄物として環境に侵入し、生態系内に残存し、食物連鎖を通じて広がり、地球規模で汚染を引き起こしている。
プラスチック汚染は地球上の陸地、水路、海洋のいずれにも影響を及ぼす。陸地沿岸の人類居住地から年間1,100万から880万トンのプラスチック廃棄物が海洋に入る。2013年末時点で、世界の海洋には8600万トンのプラスチックの海洋ゴミがあると推定され、1950年から2013年までに世界で生産されたプラスチックの約1.4%が海洋に入り、そこに蓄積しているとの見積もりもある。 
国連広報センターなどによればプラスチックゴミの9割がリサイクルされておらず、2050年までに海洋に棲息している全魚類よりも海洋ごみプラスチックの重量が多くなる可能性がある。野生生物はプラスチック物体に絡まるなどの機械的な影響、プラスチック廃棄物の摂取により引き起こされる問題、およびプラスチック内の化学物質による体内の生理機能への影響により害を受ける。さらに分解されたプラスチック廃棄物は、直接摂取（飲料水など）、間接的な摂取（植物や動物を食べることにより）やさまざまなホルモンメカニズムの妨害を通じて人類の健康にも悪影響を及ぼす。
2019年現在、年間で368百万トンのプラスチックが生産されており、その51%は中国などアジアで生産されている。1950年から2018年までに、世界中で推定63億トンのプラスチックが生産され、その約9%がリサイクルされ、別の12%が焼却されたと推定されている。この大量のプラスチック廃棄物は環境に侵入し、生態系全体で問題を引き起こす。90%の海鳥の体にプラスチックゴミが含まれているとする研究がある。一部の地域では、プラスチックの消費削減、ゴミの清掃、およびプラスチックリサイクルの推進を通じて、野外のプラスチック汚染の目立つ存在を減らすための取り組みが行われている。
2020年現在までに生産されたプラスチックの総質量は、陸地と海洋のすべての動植物の生物量を上回っている。2019年5月、発展途上国への先進国からのプラスチック廃棄物の輸出/輸入を規制し防ぐことを意図してバーゼル条約の修正が採択された。2022年3月2日、ナイロビで175カ国が、2024年の年末までにプラスチック汚染を終わらせる目標で法的拘束力のある合意を作成することを誓約した。このようなプラスチック廃棄物の生成を削減するための世界的な取り組みにもかかわらず、環境への損失は増加し続けている。（「廃棄プラスチック国際条約の不遵守」の項も参照）有効な介入措置がない限り、2040年までに年間2,300万から3,700万トンのプラスチック廃棄物が海に流入し、2060年までには年間1億5500万から2億6500万トンのプラスチック廃棄物が環境に排出される可能性がある。需要に推進されるままにプラスチック製品を増産し続け、廃棄物管理の改善が不十分なままであれば、これらの増加がさらなる環境上の大災害につながることはほぼ確実である。2023年5月の69ページの国連報告書によればプラスチック汚染はいまや「破壊的」なレベルに到達したとし、一刻も早い行動を呼び掛けている。

## プラスチック廃棄物内訳
過去100年間にどれだけのプラスチック廃棄物が生成されたかについて一つの見積りによれば、1950年代以来、約10億トンのプラスチック廃棄物が廃棄されてきたとされている。他の見積りでは、累積的な人間のプラスチック生産量が83億トンで、そのうち63億トンが廃棄物であり、そのうち9%しかリサイクルされていないと推定した。この廃棄物のうち、81%が重合体樹脂（いわゆるプラスチック製品）、13%が重合体繊維（ポリエステルなどの衣類の合成繊維）、32%が添加物（ビスフェノールAやプラスチック染料など）から成ると推定されている。2018年には3億4300万トン以上のプラスチック廃棄物が発生し、そのうち90%が使用後廃棄物（産業廃棄物、農業廃棄物、商業廃棄物、都市廃棄物（市町村の家庭ごみ））で、10％はプラスチック材料の生産とプラスチック製品の製造過程での未使用廃棄物である（例：色、硬さ、または加工特性が適していないために不適格とされる材料など）。
一般消費者使用後プラスチック廃棄物の大部分は包装材である。米国では、プラスチック包装が都市廃棄物（市町村の家庭ごみ）の5%を占めると推定されている。包装材製品にはプラスチックボトル、ポット、タブ、トレイ、レジ袋、ゴミ袋、バブルラップ（”プチプチ”）、発泡プラスチック（例：発泡スチロール（EPS））などがあり、食品包装材以外でも医薬品・医薬部外品・医療用品（例：錠剤やカプセル剤の一錠毎包装PTPシート、液状外用医薬品やシャンプーなどのプラスチック容器や歯磨きチューブ、実験用サンプルチューブ、ラボアッセイ用プレート、注射器、輸液チューブ、マスクなど使い捨て衛生用品）、電子機器と電気機器（e-waste）（パソコン、携帯電話、ディスプレイ、プリンター、TVなど）、農業（例：散水パイプ、温室カバー、フェンス、ペレット、マルチなど）、建設（例：パイプ、塗料、床材、屋根材、断熱材、シーリング材など）、交通（例：摩耗したタイヤ、道路表面、道路標識など）、など無数の局面で発生する。

## プラスチック廃棄物の発生国と海洋流入国
経済先進国から発展途上国、特に北米や欧州からアジア諸国へのプラスチック廃棄物の輸出は「海洋のごみの主要な元凶」として特定されている。 何故ならしばしばそのような廃棄プラスチック輸入国は十分な廃棄物処理能力を持たないからである。したがって国際連合は2019年にバーゼル条約を改訂し、特定の基準を満たさない限り廃棄プラスチックの取引に対する禁止を課したが、2022年現在その禁止条約は十分遵守されているとは言えない状況にある（「廃棄プラスチック国際条約の不遵守」の項を参照）。

### 米国のプラスチック廃棄物
米国はプラスチック廃棄物の発生において突出して世界最悪で年間4200万トンのプラスチックを廃棄している。これを米国人口3億3100万人で割ると一人当たりのプラスチック廃棄物の発生量は127キログラムで他のどの国よりも抜きんでて多く、EU-28（欧州連合+英国、年間1人当たり59キログラム）の2.2倍にもなる。なお、バーゼル条約は世界で5か国のみ加盟していないが、世界一多量のプラスチック廃棄物を発生させている米国は富裕国で唯一批准していないその5か国の一つであり、上述の2019年バーゼル条約改訂が発効した最初の月である2021年1月、米国は廃棄物輸出をむしろ増加させた。

### 日本のプラスチック廃棄物
日本もプラスチック廃棄物発生国としては世界最悪ランクにある。2018年発表では年間891万トンとなっており、これを当時の日本人口１億2700万人で割ると一人当たり70キログラムにもなり上記のEU-28の1.2倍で、統計や年度にもよるが世界第2位から5位の間を推移している。日本人は平均体重の1.2倍以上もの量のプラスチックごみを一年間で出している（平均体重55キログラムで計算）。その一因である日本の過剰包装文化、特に食品のそれは海外でも知られており、日本のプラスチック廃棄物に関連して批判されている。（「プラスチックの使用削減努力、廃棄物に対する対策と現状>焼却」も参照）環境団体グリーンピースによるプラスチック使用削減とプラごみ汚染に関する、19か国の約19000人を対象とした2024年の国際調査で、日本は10の設問中６問で最下位、１問で最下位から2番目、2問で最下位から３番目となり、総じて日本人のプラスチック汚染に対する意識は世界最低であることが浮き彫りにされた。

### 海洋へのプラスチック廃棄物の流入国

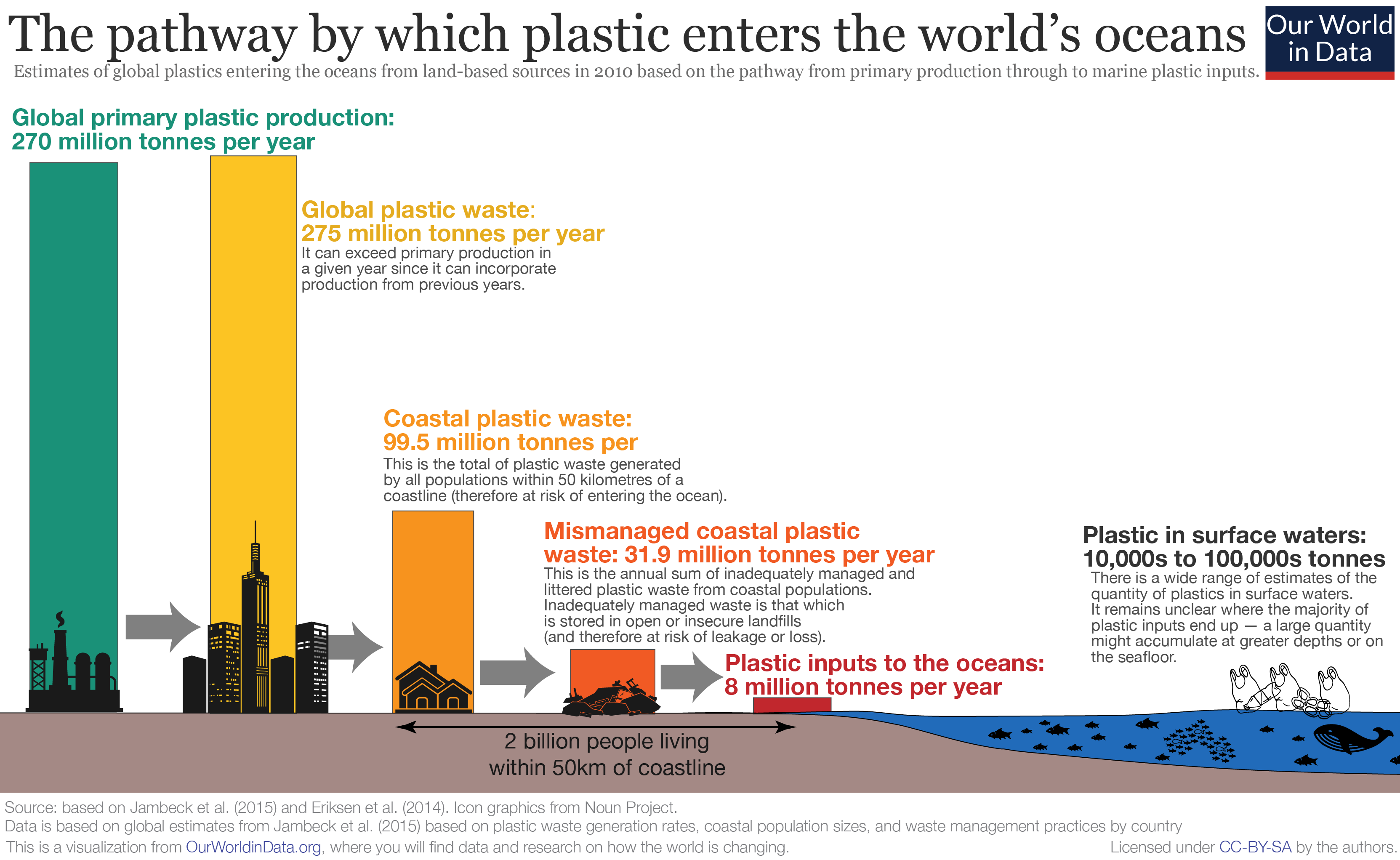
世界の海洋にプラスチックが流入する経路

管理不適切なプラスチック廃棄物の割合

1人当たりの管理不適切なプラスチック廃棄物（1日あたりのキログラム単位）

2025年に予測される適切に処理されていないプラスチック廃棄物の割合

いくつかの研究は国内および国際的なレベルで環境へのプラスチック流出を定量化しようとしているが、研究によりその見積もり量は大きく異なり、すべての発生源と発生量を決定する困難さを示している。一つの研究は、2010 年には沿岸国 192 か国で 2 億 7,500 万トン のプラスチック廃棄物が発生し、480 万トンから 1,270 万トンが海洋に流入したと計算した。Borrelle et al. 2020によれば、2016年には約1,900万から2,300万トンのプラスチック廃棄物が水生生態系に入った。 一方、Pew Charitable TrustsとSYSTEMIQ（2020）によれば、同じ年に約900万から1,400万トンのプラスチック廃棄物が海に流入した。2022年に米国国立科学アカデミーは、世界全体で海洋へのプラスチック流入が年間800万トンであると推定した。
プラスチック廃棄物の海洋への流入は主にアジアで起こっている。以下の表は2015年に発表されたScienceのJambeckらによる研究による、海洋流入プラスチック廃棄物の多い国々である。すべての欧州連合諸国を合わせるとこの表では 18 位にランクされる。
| Position | Country        | Plastic pollution (in 1000 tonnes per year) |
| -------- | -------------- | ------------------------------------------- |
| 1        | 中国           | 8820                                        |
| 2        | インドネシア   | 3220                                        |
| 3        | フィリピン     | 1880                                        |
| 4        | ベトナム       | 1830                                        |
| 5        | スリランカ     | 1590                                        |
| 6        | タイ           | 1030                                        |
| 7        | エジプト       | 970                                         |
| 8        | マレーシア     | 940                                         |
| 9        | ナイジェリア   | 850                                         |
| 10       | バングラデシュ | 790                                         |
| 11       | 南アフリカ     | 630                                         |
| 12       | インド         | 600                                         |
| 13       | アルジェリア   | 520                                         |
| 14       | トルコ         | 490                                         |
| 15       | パキスタン     | 480                                         |
| 16       | ブラジル       | 470                                         |
| 17       | ミャンマー     | 460                                         |
| 18       | モロッコ       | 310                                         |
| 19       | 北朝鮮         | 300                                         |
| 20       | 米国           | 280                                         |

2019年の研究では、適切に管理されていないプラスチック廃棄物の年間発生量を100万トン（Mt）単位で以下のように計算した。
- 52 Mt – アジア
- 17 Mt – アフリカ
- 7.9 Mt – 南米と中米
- 3.3 Mt – 欧州
- 0.3 Mt – 北米
- 0.1 Mt – オセアニア (オーストラリア、ニュージーランドなど)

2020年に行われた研究では、2016年における米国による管理不適切なプラスチックへの寄与を見直し、米国で廃棄されたプラスチックがインドネシアとインドに続いて海洋汚染で3番目に多い可能性があると推定した。
2021年のThe Ocean Cleanupの研究では、河川が海洋に年間800万から270万トンのプラスチックを流入させているとし、改めてこれらの川の属する国々を新たにランク付けした。上位10カ国は最も多いものから、フィリピン、インド、マレーシア、中国、インドネシア、ミャンマー、ブラジル、ベトナム、バングラデシュ、タイとなっていた。中国は2017年以降プラスチック廃棄物の輸入を禁止したことで流入量を減少させることに成功した形になっている。この輸入禁止措置に関する2018年の研究報告によれば、2016年の全世界リサイクル回収プラスチック廃棄物1410万トンのうち中国は735万トンを輸入していた。欧州連合国の回収プラスチック廃棄物の95％、米国のそれの70％もの量が中国に送られていたのである。2021年の研究によれば、このようなプラスチック廃棄物輸出停止措置は、各国のプラスチック廃棄物の輸出処理を国内処理に移行させ、長期的には地球環境に与える悪影響をはるかに軽減するとしている。しかしこの措置の発効後中国に代わってマレーシア、ベトナム、インドネシア、フィリピン、トルコは措置前よりもはるかに多くのプラスチックを輸入し始めた。富裕国におけるプラスチックリサイクルの大半は発展途上国への輸出に過ぎない現実が描きだされている。（「廃棄プラスチック国際条約の不遵守」の項を参照）。富裕国でプラスチック廃棄物を一般ゴミ箱に入れれば自国内の埋め立て地に行き、リサイクルボックスに入れれば（大半は）発展途上国の埋め立て地に行く。
2024年の研究はさらに、以前の手法を機械学習と確率的物質フロー分析を使用して改良し、世界50,702の自治体にわたる排出ホットスポットを特定した。それによれば世界のプラスチック廃棄物の排出量は年間5210万メートルトンと推定され、そのうち約57%が野焼きされた（すなわち二酸化炭素や有毒ガスに変換され地球温暖化と大気汚染）。グローバルサウス全体での主要な排出源は未収集の廃棄物であり、インドからの排出量が930万トン/年で最も多く世界のプラスチック排出量のほぼ5分の1 になる。従来のプラスチック汚染モデルでは中国が世界最大のプラスチック汚染国とされていたが、この新たな研究では中国の排出量は280万トン/年で第4位となり、ナイジェリア（350万トン/年）やインドネシア（340万トン/年）よりも少なくなった。これは廃棄物焼却と管理型埋立地の導入が進んだ 最新のデータを使用していることによるとしており、逆にインドは全国の収集カバー率が95%であると主張しているにもかかわらず、管理されていないが”廃棄物処理場”としている土地の数が（管理されている）衛生埋立地の10倍ある上、公式統計には農村地域や未収集廃棄物の野焼きなどが含まれていないという証拠があり、結果としてインドの公式の廃棄物発生率（約0.12キログラム/人/日）は過小評価で逆に廃棄物収集は過大評価であるとしている。一方一人当たり排出量で見ると、国全体での排出量が少ないにもかかわらずサハラ 以南アフリカの多くの国々が上位を占める。この地域で進行中の人口爆発を考慮すると、これら国々が近い将来世界最大のプラスチック汚染源になることが憂慮される。

## プラスチック生産者とその行い

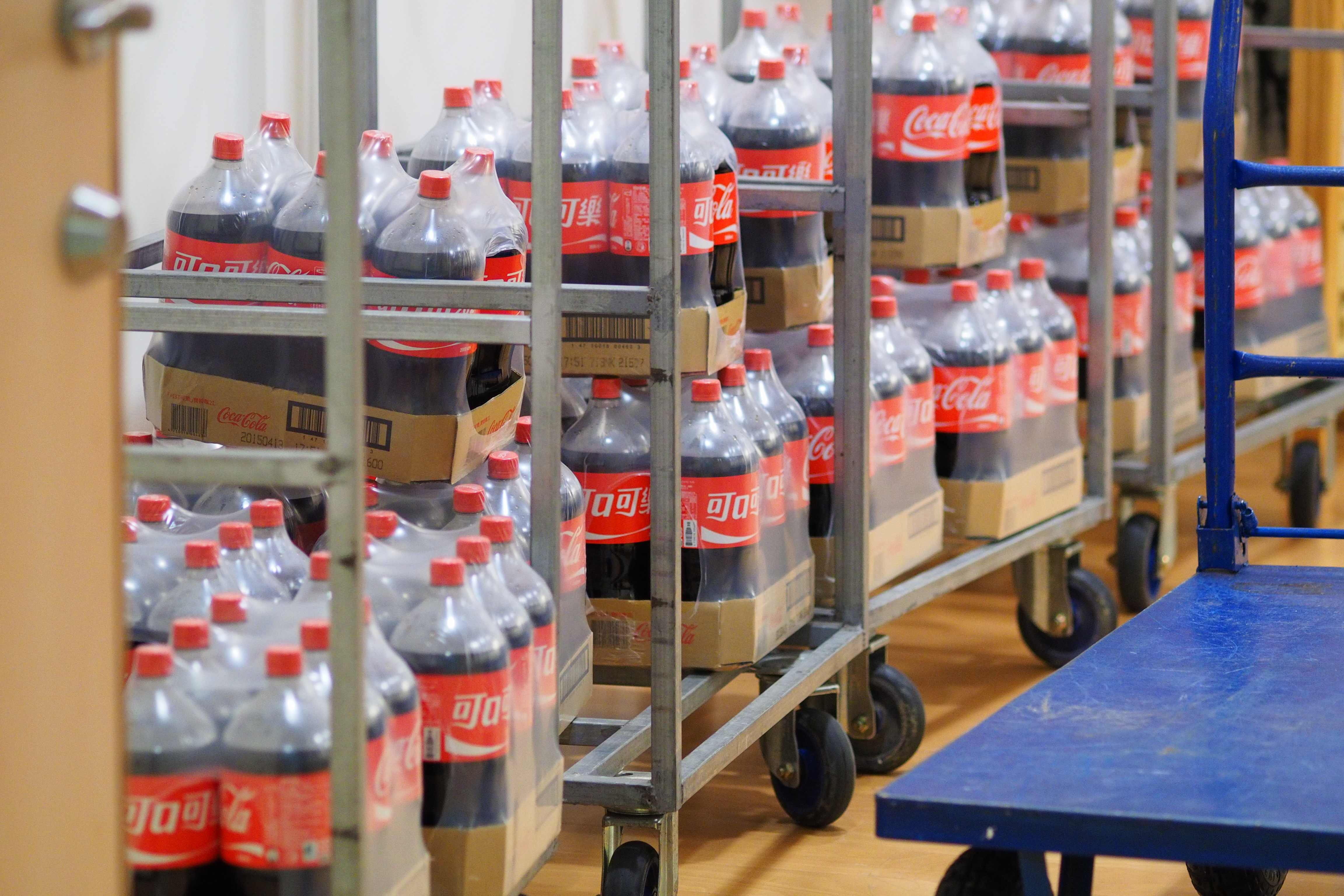
無制限・無秩序に大量生産・消費・廃棄されているプラスチックボトル飲料製品。これらボトルのキャップ・ラベルや梱包しているフィルムもプラスチックである。

### 営利企業製品由来の汚染
2019年、グループ「Break Free From Plastic」は、世界51か国で7万人以上のボランティアを組織し、「59,000個のプラスチック袋、53,000個の小袋、29,000個のプラスチックボトル」を収集した（ザ・ガーディアンの報告による）。それらのほぼ半分は消費者ブランドによって識別可能で、最も一般的なブランドは、コカ・コーラ、ネスレ、ペプシコであった。2020年に、プロジェクトのグローバルキャンペーンコーディネーターであるエマ・プリーストランドによれば、問題を解決する唯一の方法はそれら使い捨てプラスチック製品の生産を停止し、再利用可能製品に置き換えることである。2023年11月ニューヨーク州は、バッファロー市の飲料水を供給する川のプラスチック汚染に責任があるとしてペプシコを提訴した。ペプシコは全面的に争う姿勢を見せた。

### プラスチック廃棄物規制の妨害
チェンジング・マーケッツ財団による詳細な調査報告によれば、地球上で最も多くのプラスチックを生産する10の企業、コカ・コーラ社、コルゲート・パームオリーブ、ダノン、マース・インコーポレーテッド、モンデリーズ・インターナショナル、ネスレ、ペプシコ、パフェッティ・ヴァン・メレ、プロクター・アンド・ギャンブル、ユニリーバは、プラスチック汚染危機に対処しようとする政府と地域社会の取り組みを数十年にわたり妨害するネットワークを形成し、資金を供給している。この調査は、いかにこれらの企業が使い捨てプラスチック削減に関する立法を遅らせ、これらの企業が使い捨てプラスチック包装製品の生産の継続を可能にしているかを述べている。
COVID-19パンデミック中、保護具と包装材の需要の増加によりプラスチック廃棄物の量は増加し、特に医療廃棄物や使い捨てマスク由来の廃棄プラスチックの海洋への流入が増えた。いくつかのニュースレポートは、プラスチック業界が一般社会のパンデミックに対する怖れや使い捨てマスク・包装の需要増加に乗じて、既存のプラスチック廃棄物規制の遅延と逆行に取り組み、使い捨てプラスチックの生産を増やすことを目論んだと指摘した。

### リサイクリングに関する一般社会への欺瞞
大手のプラスチック製造業者は、追加の規制を政府が導入するのを妨げる策略として、プラスチック廃棄物処理のための任意のコミットメントを前進させている。その例として2019年1月に、プラスチック産業（BASF、ダウ・ケミカルなど）や化石燃料産業（エクソンモービルなど）の企業によって”プラスチック廃棄物の終結同盟”が設立された。この同盟は既存の廃棄物から環境を浄化し、プラスチックリサイクルを増加させることを目的としてはいるが、プラスチックの生産削減はその目標に含んでいない。さらに後の報告では、この団体が環境保護のための取り組みのように装ったものであり、ロビー活動の力をプラスチックの規制を阻止するために利用していると指摘している。主要なプラスチック製造業者は、プラスチック製造に制限を課さないよう政府に働きかけ続け、新しいプラスチックの生産削減を促進するための自主的な企業の目標を提唱していると主張している。例えばコカ・コーラは「20%以上の製品が再充填可能なパッケージまたはファウンテンパッケージで提供されており、二次的なパッケージのプラスチックの使用を減少させている」とし、ネスレは、自社のパッケージの87%とプラスチックパッケージの66%が再利用またはリサイクル可能であり、2025年までに100%にし、バージンプラスチックの消費を1/3削減することを目指すとし、ペプシコは、「2025年までに飲料事業におけるバージンプラスチックの使用を35%減少させ、再利用と再充填の実施を拡大し、2025年までに670億本の使い捨てボトルを防ぐ」としている。しかしこれら3社を含む世界のトップ10のプラスチック製造業者は、最低限の新しいプラスチックの使用目標さえ達成していないとされている。
50年前のプラスチック製造業界のリーダーたちは、彼らが生産したほとんどのプラスチックをリサイクルできるようにすることは全く考えていなかった。たとえば業界の科学者が業界の幹部に向けて書いた1973年4月の報告書によれば、数百種類の異なる種類のプラスチックを分別することは実行不可能としている。1980年代末には業界のリーダーたちは、自分たちの業界が繁栄し続けるために、一般市民に使い捨てプラスチック製品を購入させ続け、プラスチック製品の政府規制案を抑えることを考えていた。これに従い彼らは１年あたり5,000万ドルの企業プロパガンダキャンペーンを立ち上げ、米国の一般市民に対して、「プラスチックはリサイクルでき、リサイクルされている」と喧伝し、敢えて米国の自治体に高コストなプラスチック廃棄物収集プログラムを開始するようロビー活動を行い、プラスチック製品と容器にリサイクルシンボルを表示するよう要請した。こうすることによりプラスチック汚染の責任を、（たとえ高コストが理由であったとしても）リサイクルを怠る消費者に転嫁できるからである。しかし彼らは内心では、自分たちが喧伝するリサイクルの取り組みが、実際に彼らの製品の減産減益につながるほどのプラスチックリサイクルにつながることはないと確信していたと指摘されている。

## マイクロプラスチックとマクロプラスチック
プラスチック汚染に貢献している主要なプラスチックはそのサイズにより、マイクロプラスチック、マクロプラスチック、メガプラスチックの三つに分類される。メガプラスチックとマイクロプラスチックは、北半球で最も高い密度で蓄積しており、都市部や水辺周辺に集中して存在している。海流によって運ばれるプラスチック廃棄物のため、一部の島の沖にも見られる。メガプラスチックとマクロプラスチックは、船から流出したり埋立地に廃棄されたりした包装材、履物、その他の家庭用品として見つかる。漁業関連プラスチック廃棄物は、海流により運ばれた遠隔の島の周辺で見つかる可能性が高い。 

### マイクロプラスチック

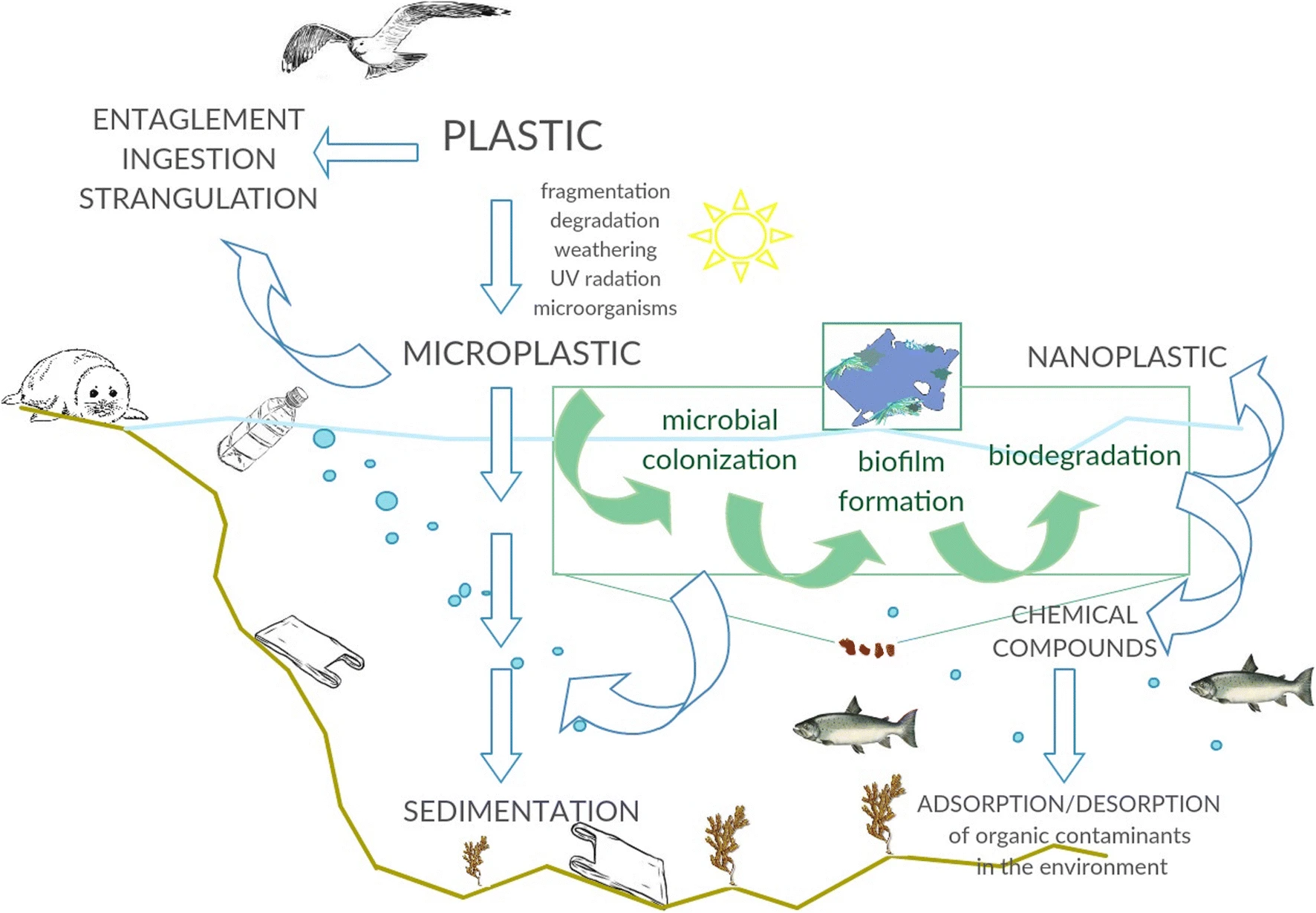
海洋微生物とマイクロプラスチックとの相互作用。

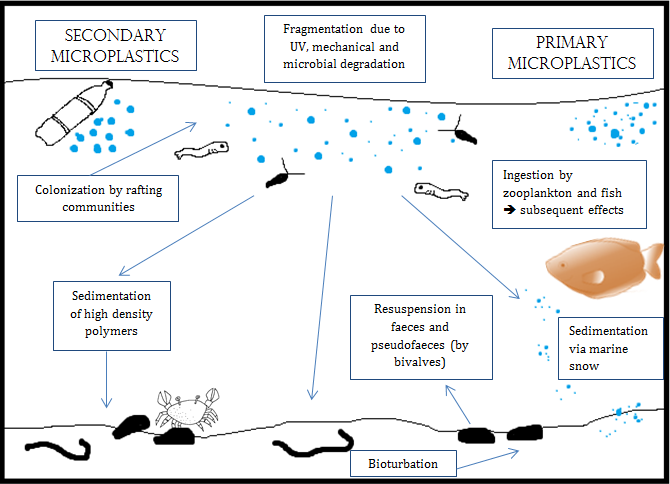
マイクロプラスチックはその小さなサイズと高い耐久性から、海洋環境で非常に長い間残り続け、生態系ひいては食物連鎖全体に対して深刻かつ持続的な影響を及ぼし続ける。

表面の海洋における1950年から2000年までのマクロプラスチックとその先の予測、百万トン単位

プラスチック廃棄物の破片は劣化や衝突によってさらに小さな片に分解されたマイクロプラスチックとなる。またプラスチック業界でプラスチック製品の製造に広く使用されている小さなプラスチックペレット (5 mm 未満)を一般的にナードルといい、これもサイズ上マイクロプラスチックである。ナードルは新しいプラスチック製品を作るために試用されるが、その際その小さなサイズのために製造工程中に環境に漏洩しやすく、これもしばしば河川を通じて海洋に流出する。海洋にあるプラスチックの10%がナードルであると推定されており、プラスチック袋や食品容器とともに、最も一般的なプラスチック汚染のタイプの一つである。また、クリーニング（人工繊維衣類の洗濯下水に漏洩するプラスチック繊維など）や化粧品製品から発生するマイクロプラスチックはスクラバーとも呼ばれる。マイクロプラスチックはその非常に小さなサイズのため、濾過摂食する生物が摂取しうる。マイクロプラスチック中のビスフェノールA、ポリスチレン、DDT、PCBなどの持続性かつ生物濃縮性毒物はこれら生物に蓄積し、食物連鎖を通じて海洋生物のみならず魚介類を摂食する人類にも有害な影響を引き起こしうる。
英国のプリマス大学のリチャード・トンプソンによる2004年の研究によれば、欧州、米国、オーストラリア、アフリカ、南極などのビーチや水域において大量のマイクロプラスチックが発見された。彼らは家庭用および産業用のプラスチック製ペレットが、人間の髪の毛よりも小さい直径のプラスチック片に分解され浮遊していることを発見した。 海洋表面平方キロメートルあたり30万個のプラスチック片があり、海底平方キロメートルあたり10万個のプラスチック粒子があるかもしれないと予測している。
インターナショナル・ペレット・ウォッチは、17カ国の30のビーチからポリエチレン製のペレットのサンプルを収集し、有機微汚染物質の分析を行った。米国、ベトナム、南アフリカのビーチで見つかったペレットには、農薬由来の化合物が含まれており、これらの地域で農薬の使用量が多いことを示唆した。2020年、科学者たちは、オーストラリア沖の約300キロ離れた深さ約3キロの6つの地域を調査した結果、海底に現在存在するマイクロプラスチックの量について、おそらく初の科学的推定を作成した。それによればマイクロプラスチック量は水深によって変動し、その箇所の海洋表面でのマイクロプラスチック量と海底地形の勾配の角度に比例していた。立方センチメートルあたりの平均マイクロプラスチック質量を計算すると、地球の海底には約1400万トンのマイクロプラスチックが含まれていると推定され、これは以前の研究からのデータを基にした推定量の約1-2倍である。
北極海のマイクロプラスチックは主に大西洋、特に欧米からの供給源に由来していることがわかっている。 2020年の研究では驚くべきことに、氷河や雪の上のマイクロプラスチックの濃度が、マイクロプラスチック源が氷河付近で直接使用されたり生産されたりしていないにもかかわらず都市の水域よりも高いことが明らかになった。 　
海洋中のマイクロプラスチック探索はほとんどの研究で表層水（深さ約 50 センチメートル未満）から収集したものであった。2025年の研究では、2014 ～2024 年に収集された 1,885 の観測所から深度プロファイルデータを統合し、従来の方法では通常サンプリングされない表層下のマイクロプラスチックの分布を調べた。マイクロプラスチックの粒子状有機炭素全体に対する測定可能な割合は水深30メートルでは0.1%だが2,000 メートルでは5%に増加していた。深海では一貫して驚くほど高い存在量が観測され、立方メートル当たり個数は、南北大西洋横断線では水深100～270メートルで1,100個以上、北太平洋亜熱帯環流では水深2,000メートルで600個 、北極海では水深2,500メートルで200個、マリアナ海溝では水深6,800メートルで13,500個であった。

### マクロプラスチック
プラスチック廃棄物は、サイズが20 mmより大きい場合、マクロプラスチックとして分類され、レジ袋などが含まれる。マクロプラスチックは海洋水域によく見られ、現地の生物に深刻な影響を与える。漁網も主要なマクロプラスチック汚染源である。漁網は放棄された後でも、海洋生物や他のプラスチック廃棄物を捕らえ続け、最終的に総重量最大6トンに増加し水から引き上げるのが非常に困難になる。

## 地球上のあらゆるものへの甚大な害
一般にプラスチックの劣化分解は極めて遅く、その廃棄物は環境中に長期間残留する。最近の研究では、海洋中のプラスチックは従来考えられていたよりも速く断片化することが示されており、太陽光、雨などの環境条件にさらされて有害物質（ビスフェノールAなど）が放出される。いくつかのプラスチック製品の分解速度が推定されており、発泡スチロールカップは50年、プラスチック製の飲料ホルダーは400年、使い捨ておむつは450年、釣り糸は600年と推定されている。

典型的な海洋廃棄物の平均推定分解時間。プラスチック廃棄物は青で表示

プラスチック廃棄物の分布は風や海洋の流れ、海岸線の地理、都市地域、貿易路などの要因によって非常に変動する。また特定の地域の人口にも大きく影響される。例えばカリブ海などの閉じた地域により多く見られる傾向があり、ある生物種が本来の生息地でない遠隔地の岸に侵入分布するキャリアとして働くことで、その移動先の地域で生物多様性の変動と生物種の分散が増加する原因となりうる。プラスチック廃棄物はまた、残留性有機汚染物質や重金属などの化学的汚染物のキャリアとしても働きうる。これらの汚染物質は、赤潮に関連付けられる藻類の拡散増加とも関連している。
2022年1月、科学者のグループが「新しい実体」（プラスチック汚染を含む汚染）のための地球の境界を定義し、既に超えられていることが判明した。共著者であるストックホルム・レジリエンス・センターのパトリシア・ヴィラルビア＝ゴメスによれば、1950年以来、化学物質の生産量は50倍に増加し、2050年までにさらに3倍に増加する見通しとなっている。世界には少なくとも35万の人工化学物質が存在し、プラスチックだけでも1万を超え、”地球の健康”に悪影響を及ぼすとし、化学物質の生産を制限し、再利用とリサイクルが可能な製品に移行することを呼びかけている。

### 気候変動への害
「プラスチックの使用削減努力、廃棄物に対する対策と現状>焼却」も参照
2019年に公表された「プラスチックと気候」の新しい報告書によれば、2019年にプラスチックの生産と焼却により、大気中に8億5000万トンの二酸化炭素（CO2）に相当する温室効果ガスが放出し、その傾向が続くとこれらからの年間排出量は2030年までに134億トンに増加する。2050年までにプラスチックは地球の残りの炭素予算の14％に相当する560億トンの温室効果ガスを放出し、2100年までには炭素予算の半分以上に相当する2600億トンを放出すると見積もられた。これらは生産、輸送、焼却からの排出で、その他メタンの放出や植物プランクトンへの影響もある。

### 陸地への害
陸地でのプラスチック汚染は、陸地に生息する植物、動物、人間に脅威をもたらす。陸地上のプラスチックの濃度の推定値は、海洋のそれの4倍から23倍の範囲で濃縮されている。土壌環境中のプラスチックは生態系と人間の健康に害を及ぼし、食品の安全に脅威をもたらす。特に塩素化プラスチックは周囲の土壌に有害な化学物質を放出し、それが地下水や他の周囲の水源、そして世界の生態系に浸透し、水を飲む生物種に深刻な害を及ぼす。
2022年の研究ではスイスを覆う雪にナノプラスチックが含まれており、スイス全体で約3000トンに達することを見出した。

#### 洪水被害の増加

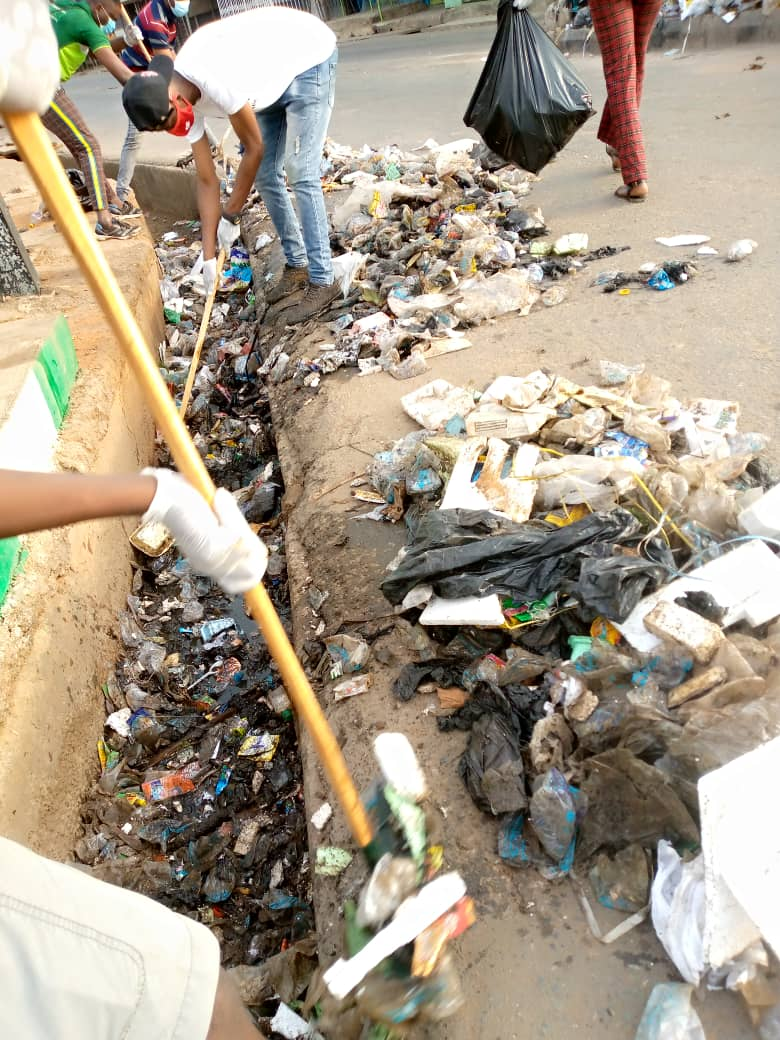
ニジェリアのイロリンでボランティアの衛生デー中に溝を掃除しているボランティアたち。

プラスチックごみは雨水排水路を詰まらせることで洪水被害を増加させ、特に都市部では問題となる。バンコクでは既に過度に放流されている下水システムがプラスチックゴミによる詰まりのため、洪水のリスクが大幅に増加している。このような状況では衛生施設のインフラが十分であっても、下水管理の悪化により衛生環境の悪化をもたらしうる。

#### 水道水汚染
2017年の研究によれば世界中の飲料水サンプルの83％にプラスチックの汚染物質が含まれていた。これは飲料水のプラスチック汚染に関する初の研究で、米国の水道水の汚染率が94％で最も高く、レバノンとインドがこれに続いており、英国、ドイツ、フランスなどの欧州諸国は汚染率が低いものの、それでも72％であった。この調査によると水道水１リットル当たり平均4.3個のマイクロプラスチックが検出され、2.5マイクロン以上のサイズのものさえ見つかった。このことから人々は水道水だけからでも年間約3,000から4,000個のマイクロプラスチック粒子を摂取していると見積もられる。この汚染が人間の健康にどの程度の影響を与えているかは不明だが、研究に関与した科学者は人間の健康に悪影響を及ぼす可能性があるとしている。マイクロプラスチックの水道水汚染はまだ研究が不足しており、汚染物質が人間、大気、水、土壌の間でどのように移動するかも研究課題である。 

#### 陸上生態系の汚染
陸地の生態系において 適切な処理や廃棄物の不適切な処理により、プラスチックごみが陸地の生態系に直接または間接的に入り込むことがある。プラスチック材料の不適切な取り扱いと廃棄により、マイクロプラスチック汚染が大幅に増加している。特にマイクロプラスチックの形でのプラスチック汚染は土壌に広く見られる。排水処理プラントにはマイクロプラスチックを取り除く処理過程がないため、マイクロプラスチックが含まれている排水を浄化処理した水が土壌に開放されると、そのマイクロプラスチックはそのまま土壌に移動する。例えばいくつかの研究は、フリースや他のポリエステル製品を洗濯機で洗浄する際に放出される合成繊維を見つけた。衣類の合成繊維もプラスチック製品の一種であり、排水を通じて土地に移動し土壌環境を汚染する。
表面に開放されたマイクロプラスチックは地下に移動し、やがて植物や動物に入り込む。マイクロプラスチックは、土壌の生物物理的特性を変え、植物の成長に重要な土壌生態系に影響を与える。これは土壌中の生物活動、植物の生長を支えている微生物などの生物多様性、および植物の苗の発芽を減少させ、葉の数、幹の直径、および葉緑素含有量に影響する。植物の健康は環境と生態系にとって基礎であり、結果としてプラスチックはこれらの生態系に生活するすべての生物にとって有害な影響をもたらす。
プラスチックはまた、環境に有毒物質を放出し、生物に対して物理的、化学的な害、生物的な損傷を引き起こす。プラスチックの摂取は、動物の腸管の閉塞によって死亡させるだけでなく、食物連鎖を通じて人間にも影響を与える可能性がある。

#### 「プラスチック農業」による土壌汚染
2021年の国際連合食糧農業機関（FAO）による報告書は、プラスチックが農業で汎用されていることを指摘している。ハウス用ビニールやマルチング、肥料袋、ラップフィルム、セルトレイ、農薬容器、育苗箱など多種多様なプラスチック製品を使用するプラスチック農業も陸地のプラスチック一大汚染源である。これら農業用プラスチックは産業廃棄物であり、使用者は「廃棄物の処理及び清掃に関する法律（廃掃法）」に基づいて処理する義務があるが必ずしも遵守されているとは限らず、特に土壌マルチとして広く使用されているプラスチックマルチングは、農業プラスチック汚染の最大の原因とされており、土壌へ直接マイクロプラスチックを放出する汚染源である。
カリフォルニアで「最良のプラスチック農業基準」に従って管理されている農場で複数年に渡って実施された調査研究によると、「最良の基準」であるにも関わらずすべての畑でプラスチック汚染が見られ、具体的には1ヘクタールあたり最大25kgのプラスチックの破片が見つかり畑の表面積の最大3.4%を覆っていた。その汚染の蓄積は土壌水分、微生物活動、リン酸、および炭素プールのサイズと負の相関関係にあり、さらに悪いことにはその汚染レベルが、土壌機能を低下させるとされていたレベルの10%未満であっても、すでに土壌機能への影響が発生していた。農業におけるプラスチックの使用が著しく増加していることを考えると、これは従来過小評価されていた新たな脅威であり、土壌機能が取り返しのつかないほど劣化する可能性がある。
土壌生物多様性は、農業産業における作物の成長に重要である。プラスチックマルチングや都市廃棄物の適用などの農業活動は、土壌中のマイクロプラスチック汚染に寄与している。人間が改変した土壌は作物の生産性を向上させるために一般的に使用されていても、その影響は有益よりも有害であり、結果として土壌中のマイクロプラスチックは、食品の安全性や人間の健康にもリスクをもたらす。

### 淡水生態系への害
淡水のプラスチック汚染に関する研究は、海洋生態系に比べてあまり進んでおらず、2018年時点でそのトピックに関する発表論文のうちわずか13％となっている。
管理不適切なプラスチック廃棄物（mismanaged plastic waste, MMPW）は淡水域、地下の帯水層、および移動する淡水に侵入しうる。一部の地域では、近代の法律によってある程度制限されるようにはなっても、川へ直接廃棄物を投棄する古くからの悪習慣がいまだに残っている。水路・河川は海洋にプラスチック廃棄物を流入させる主要ルートであり、海洋のプラスチック汚染の約80％を供給している。年間のMMPW量によってランク付けされたトップ10の川流域に関する研究によれば、最も高いのは東シナ海へ流入する長江だった。アジアの川が年間の海洋プラスチック廃棄物の約67％を供給しており、これはアジアの高い沿岸人口と、比較的多量の季節的降雨が一因と考えられている。

#### 無脊椎動物
以前に発表された、206種類の生物種をカバーしているあらゆる実験結果の包括的分析によれば、大多数の論文で魚がプラスチックを摂取していることが示された。これは、魚が他の生物よりもプラスチックを摂食しているわけではなく、魚類より下位の食物連鎖生物である水生植物、両生類、無脊椎動物などのプラスチックの影響が適切に研究されていないことを浮き彫りにしている。
プラスチックの影響を分析した実験では、藻類の一種であるChlorella sppと一般的なウキクサのLemna minorにおいて、顕著な結果が得られた。ポリプロピレン（PP）とポリ塩化ビニル（PVC）のマイクロプラスチックの比較で、PVCは前者により強い毒性があり光合成能力に負の影響を与えた。これは、この濃度のPVCが関連する藻類クロロフィルaを60％減少させたことに起因すると考えられた。一方、ポリエチレンのマイクロビーズ（化粧品の研磨剤由来物）が淡水藻類L. minorに及ぼす影響を分析したところ、光合成色素や生産性には影響がなかったが、根の成長と根細胞の生存率が低下した。総じてこれらの結果は懸念材料であり、植物と藻類は水中生態系内で栄養分とガスの循環に欠かせず、その密度のために水質組成に重要な変化をもたらす可能性がある。
甲殻類もプラスチックの存在に対する反応が分析されている。淡水甲殻類、特に欧州のカニとザリガニは、湖の漁業で使用されるポリアミドの漁網に絡まれることが証明されている。ポリスチレンのナノ粒子にさらされた場合、Daphnia galeata（一般的なミジンコ）は48時間以内に生存率が減少し増殖活動に問題が生じた。5日後には妊娠したDaphniaの量は約50％減少し、影響なしに生き残った胚の割合は20％未満にまで減少した。他の節足動物、特に昆虫の幼虫も、水中で完全に浸かった状態で過ごすことがあるため、類似したプラスチックの影響を受ける可能性が高いことから、昆虫類もプラスチックの影響を受ける可能性がある。

#### 脊椎動物

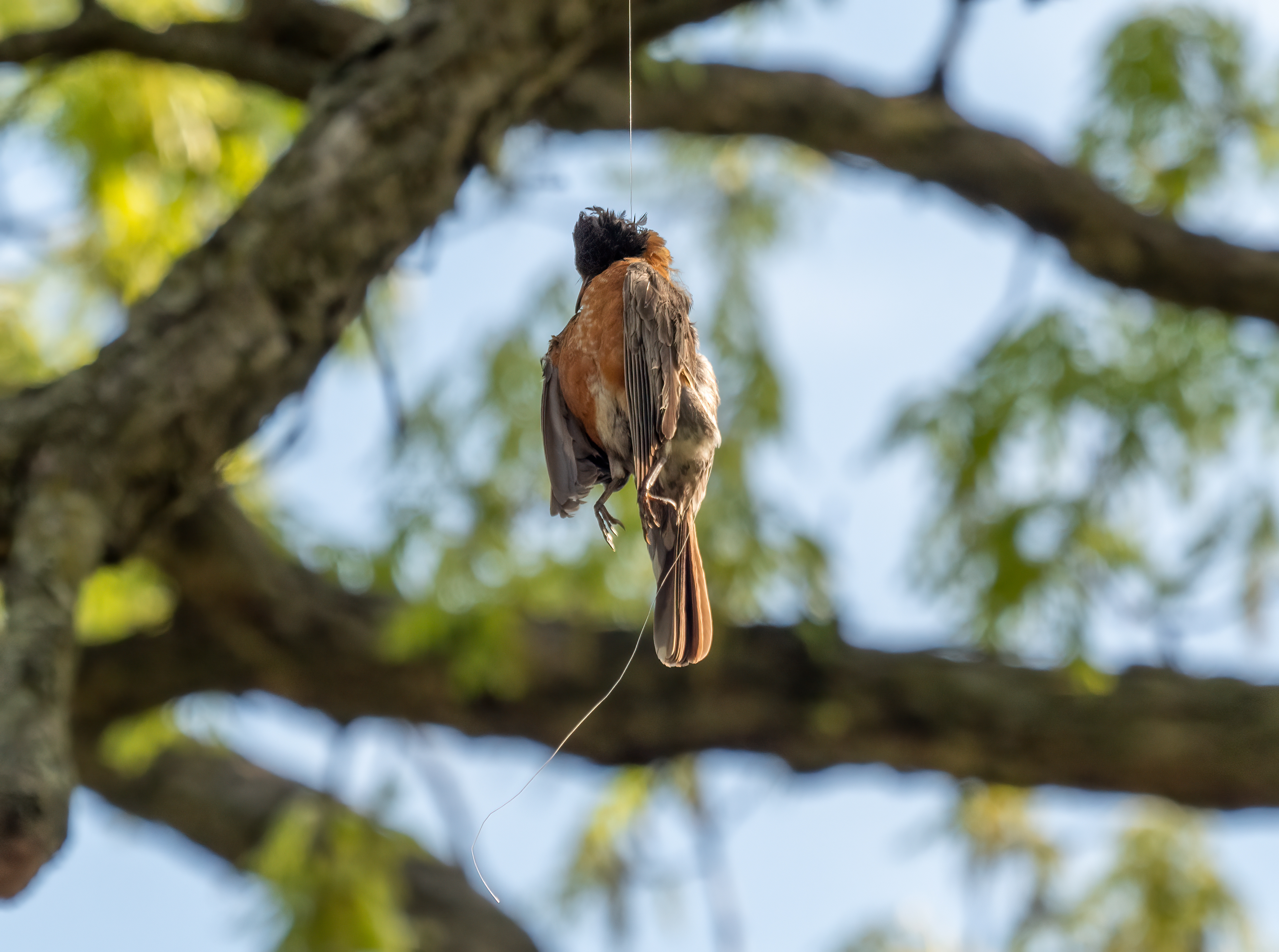
捨てられた釣り糸に絡まって死んだコマツグミ

両生類へのプラスチック曝露はほとんどが、より水生環境に依存している時期の若齢期の段階で研究されている。一般的な南米国の淡水カエル、Physalaemus cuvieriに関する研究では、プラスチックが変異原性や細胞毒性の形態学的変化を誘発する可能性があることが示唆された。特に両生類は環境の悪化の初期の指標種としての役割を果たすことがあるため、プラスチック汚染に対する両生類の応答に関してさらなる研究が必要とされる。 
淡水哺乳動物と鳥類は長らくプラスチック汚染との負の相互作用が知られており、しばしば絡まりや窒息/喉に詰まることがある。これらのグループの消化管内での炎症が観察されているが、これらの生物におけるプラスチック汚染の毒理学的効果に関するデータはいまだ少ない。 
魚類は淡水生物の中でプラスチック汚染に関して最も多く研究されており、野外で採取されたサンプルでも実験室でのモデル生物でもプラスチック摂取の証拠が多数得られている。一般的な淡水モデル種であるDanio rerio（ゼブラフィッシュ）におけるプラスチックの致死性を調べる研究がいくつか行われ、その消化管で粘液の増産と炎症反応が観察され、さらに腸内細菌叢内の微生物種分布が明らかに乱されたことが示された。この発見は重要である。何故なら過去数十年間の研究から、腸内細菌叢は宿主の栄養吸収と内分泌系に対し大きく影響することが確実であり、別の言い方をすれば適切な腸内細菌叢の維持は人間を含む宿主の健康に極めて重要であるからである。そのため、プラスチック汚染は人類を含む個々の生物の健康に対して現在考えられているよりもはるかに重大な悪影響を与える可能性があり、さらなる探索が急務である。またこれらの研究の多くの実験室内で実施されており、野生環境・個体群におけるプラスチックの存在量と毒性の測定もより多くの研究が必要である。

### 海洋と海洋生物への害

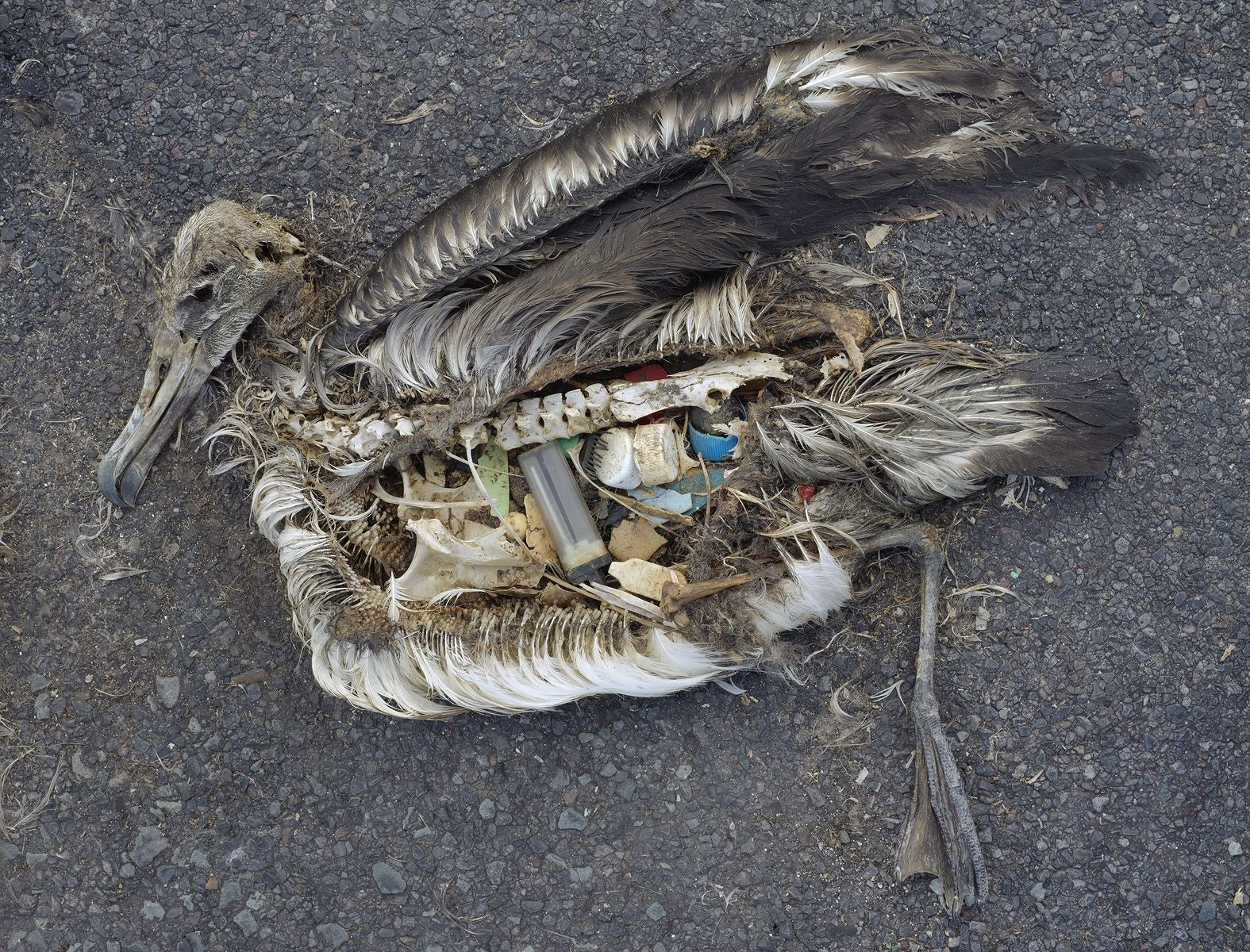
2009年9月、太平洋のミッドウェイ環礁国立野生生物保護区で撮影された、死んだアホウドリの雛。胃内容物には、親から餌と間違われて与えられたプラスチックの海洋ゴミがそのままである。

管理不適切なプラスチック廃棄物は東アジアと太平洋地域では約60％に達し、毎年海に流れ込む管理不適切なプラスチック廃棄物の割合は、その年の総不適切プラスチック廃棄物の1/3から1/2の範囲である。全世界では推定で年間のプラスチック生産の1.5-4％が海に流れ込んでおり、これは主にプラスチックの廃棄に対する無責任な態度と不適切な廃棄物管理方法ないしインフラが原因である。2013年末現在、世界中の海洋に8600万トンのプラスチック海洋ゴミがあると推定されており、1950年から2013年までに世界のプラスチックの1.4％が海洋に入り蓄積されたと推測されている。2017年の国連の海洋会議では、2050年までに海洋がそこに棲息する魚類の全重量を上回るほどのプラスチックが流出しているかもしれないと推定されている。2019年時点で流入量は1000万トン超とされているが、海面上にあるのは44万トンであり、残りは海底に沈むなどして観測できず行方不明となっている。また低温では分解が進まないため、2019年に房総半島の約500km沖合で水深6000mの海底を調査した際には、1984年製造の食品の包装材が発見されるなど、長期間にわたって残留することが判明している。2021年の報告では年間約1900万から2300万トンのプラスチックが水生生態系に流出していると推定されている。2022年の時点では、プラスチックの消費は年間約3億トンと推定されており、そのうち約800万トンがマクロプラスチックとして海洋に流入している。マイクロプラスチックは約150万トンが海に流入し、このうち約98％は陸上、2％は海で生成している。
海洋漂流・漂着ごみは主に海洋に浮かんでいるか、または海洋に浮遊している人間のゴミで、その80％がプラスチックである。海洋プラスチック汚染は、大きなボトルやバッグなどのオリジナルの大きさから、プラスチック材料の破砕によって形成されるマイクロプラスチックまで、さまざまなサイズのものがある。海洋プラスチック廃棄物の分布は風や海洋の流れ、海岸線の地理、都市地域、沿岸地域人口、貿易路などの要因によって非常に変動し、ごみベルト・ごみパッチと呼ばれる海洋ごみの集積体を特定の海域に形成する。太平洋ゴミベルトは、北太平洋の中央（およそ西経135度から155度、北緯35度から42度の範囲）に漂う海洋ごみの海域で、面積は米国テキサス州の約2倍である。そこでは海洋ごみは北太平洋循環の海流に閉ざされ集積する。
海洋プラスチック汚染は人跡皆無な場所にまで拡散し、そのプラスチック廃棄物はすでに地殻の一部とさえなりつつある。ブラジルの沖合1140kmに浮かぶ絶海の孤島トリンダデ島にいる人間は基地の保守管理にあたるブラジル海軍の人員だけで、絶滅危惧種のアオウミガメが毎年産卵に訪れるところでもあり、その保護に関して世界でも特に重要な場所である。そのような場所でプラスチックからできた岩（プラスチストーン）が発見された。そのプラスチック部分は岩石合成物と同等のものでありポリプロピレンとポリエチレンで構成されていた。

プラスチック汚染は海洋生物の生命を危険やがては絶滅の危機に晒している。海洋生態系において、カモメ、クジラ、魚、カメなどの海洋生物は、プラスチック廃棄物を餌と誤認し、その結果、胃がプラスチックで満たされ、餓死または病死することがほとんどである。被害に遭った生物たちは生き残ったとしても裂傷、感染症、泳ぐ能力の低下、内部の傷害などを被る。世界中で、クジラ、イルカ、ネズミイルカ、アシカなど年間10万匹の海洋哺乳類がプラスチック汚染の結果として死亡している。2018年にタイの南部に打ち上げられたクジラの死骸の胃から80袋以上の袋が見つかったり、プラスチック片を誤飲して胃がいっぱいになって餓死する海鳥など、悲惨な例にいとまがない。2023年の調査では、日本近海に生息する絶滅危惧種の海鳥コアホウドリ約100羽の死骸のうち、9割の胃からプラスチック片が見つかった。　2025年福井県内の海岸に打ち上げられた世界最大のウミガメであるオサガメの死骸から、縦横1メートルを超える巨大な大きさのプラスチックシートが見つかり、思いもよらない大きさのプラスチック廃棄物であっても海洋生物にとって危険であることを明白に示している。
ハワイモンクアザラシは世界で最も少な絶滅危惧種の鰭脚類の1つで、2021年の見積もりでは生存個体数はわずか1437匹である。ハワイ大学の研究者は2024年のサイエンス誌で、ハワイモンクアザラシの生息域から数百万トンのプラスチック廃棄物、特に漁網など廃棄漁具を除去する 40 年間の取り組みにより、プラスチック廃棄物のアザラシへの絡まりが大きく減少したことを報告している。 除去された廃棄物の量が圧倒的に多かったパールリーフとハーミーズリーフ（505 トン）では除去後に絡まり率が71％減少し、除去された廃棄物の総量は、統計的に有意な効果が検出されなかった他のサイトよりも2.5〜13倍以上多かった。
さらにプラスチック廃棄物は、海洋の小型無脊椎動物ですら摂食するほどのマイクロプラスチックに分解され、食物連鎖を汚染する。マイクロプラスチックはその小ささのため発生源も特定できず、開放海洋環境から除去するのは非常に困難で、集積していく一方である。 Environment Agencyは、マイクロプラスチックが毎年数十万の海の生物の死を引き起こすとしている。  

## ヒトへの害

### プラスチック含有化学物質の摂取
フタル酸エステル、ビスフェノールA（BPA）、ポリ臭素化ジフェニルエーテル（PBDE）などプラスチック製造に添加剤として使用される化合物は大気や水中に放出することでも環境を汚染するが、人に対するこれら化合物の暴露はそれらを添加剤として含むマイクロプラスチックを人が取り込むことによっても起こる。屋内の換気および空調システムを通じて持続的にダストとして循環しているマイクロプラスチックの吸入は、人がマイクロプラスチックを取り込む主要なルートの1つである。このような環境下でほとんどの人が常にプラスチックの添加剤成分にさらされており、内分泌系や生殖系をいろいろな機序で攪乱しうる。 
米国では成人の95％が尿中にビスフェノールAが検出可能なレベルであることがある。ビスフェノールAは：
- 甲状腺ホルモン系に関連する遺伝子発現を乱し代謝や発育に影響を与える。
- 甲状腺ホルモン受容体（TR）の活性を低下させ、これによりトリヨードチロニンに結合する甲状腺ホルモン結合タンパク質の量が減少し、その結果甲状腺機能低下につながる可能性がある[19]。
- 性ホルモン（アンドロゲンとエストロゲンなど）に結合するグロブリンに結合することにより、正常な生理的性ホルモンレベルを妨害することがある[19]。
- しばしば抗アンドロゲンまたはエストロゲンとして機能し、性腺の発達と精子の生産に損傷を引き起こしうる[19]。

### マイクロプラスチックの摂取

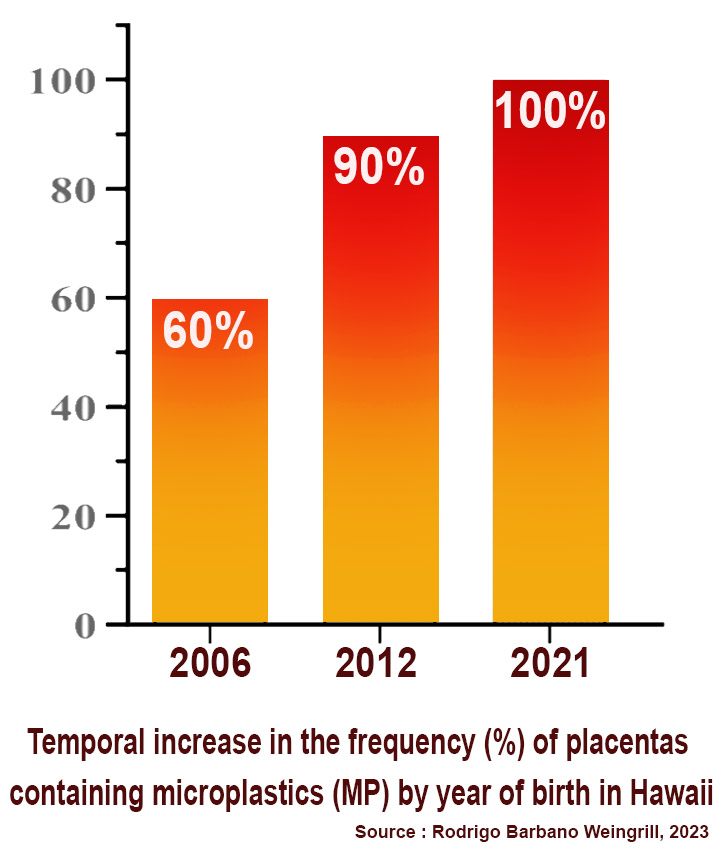
ハワイでの2006年の出産から保存された胎盤の60％にマイクロプラスチックが含まれていたが、2021年にはすでに100％に達していた。

ナノプラスチックは貝類や甲殻類の腸組織に浸透することができ 、それらを食べる人間の体内に入る。 海産物を食する人は年間11,000個のマイクロプラスチックを摂取すると推定されており、微細なマイクロプラスチックがすでに人間の血液にも見つかっている。 2022年に発表された「Environment International」の研究では、対象とした人々の80％の血液中にマイクロプラスチックが含まれており、マイクロプラスチックが人間の臓器に取り込まれる可能性があることを示した。インドネシアの漁師の便を調査したところ、50％がマイクロプラスチックを含んでいた（1グラムの便あたり3.33〜13.99μgのマイクロプラスチック）。　
ハワイは循環する海洋ゴミを運ぶ海流にさらされている。ハワイの住民は全員沿岸郡に住み人口のほぼ50%が週に少なくとも魚介類8オンスを食べており、これは海洋マイクロプラスチックへの曝露と蓄積の増加に関連していると考えられる。胎盤を含む一部の人体組織は法的理由や将来の科学的利用の可能性のために保存されており、人体の内部汚染を遡及的に監視することができる。そこで胎盤を生体内蓄積試験に用いて、妊娠中のマイクロプラスチック曝露を評価し、過去20年間のプラスチック汚染の増加が、ヒト胎盤におけるマイクロプラスチック蓄積の増加と相関しているかどうかを判定した。その結果2023年の調査では、ハワイでの2006年の出産から保存された胎盤の60％にマイクロプラスチックが含まれていたが、2021年にはすでに100％に達していた。
人体内のプラスチックは、解毒機構を妨げたり、遅延させたりする可能性がある。 ヒト細胞を用いた細胞レベルの実験では、ポリスチレンのナノ粒子は細胞に取り込まれ、酸化ストレスや炎症反応を引き起こす証拠が示された。

### 未知の疾患の可能性
2023年、海鳥ではあるが、それまでは未知だったプラスチックだけによって引き起こされる疾患「プラスチコーシス」が発見された。この疾患を患った鳥はプラスチック廃棄物を摂取したことで消化管が損傷し、持続的な炎症を起こし、消化、成長、生存に悪影響を被る。これはプラスチック廃棄物による従来の死因である飢餓やそれに含まれていた化学物質による中毒などと異なり、プラスチックそのものが引き起こす全く新しい疾患であり、ヒトなどでも起こりうる可能性が懸念される。

### プラスチスフェア：プラスチック廃棄物による新病原体伝播の可能性
プラスチック破片に生息する微生物の集団をプラスチスフェア（plastisphere）という。そこではプラスチックがそれら微生物の人工生息地として機能し、病原体微生物の移動可能な貯蔵庫となりうることが示唆されている。わずか１グラムの海洋プラスチックに1立方メートルの外洋水に含まれる微生物バイオマスの10倍が生息している可能性があるとされる。たとえばビブリオ菌は通常外洋では稀だが北大西洋中部のプラスチスフェアに広く分布しており、海中から「ヒッチハイク」することで海洋生物や人間に病気を引き起こす可能性がある。
マイクロプラスチック上のプラスチスフェアは、さまざまな経路で生態系や食物連鎖に入りうる。たとえば農作物はサブマイクロメートルの大きさのマイクロプラスチックを直接吸収し根から芽に運ぶことが知られている。数十マイクロメートルを超える大きさのマイクロプラスチックは、頸動脈・肺・結腸などのさまざまな人間の組織や排泄物で見つかっている。したがってプラスチスフェアにより病原体や抗菌薬耐性の人類への伝播・拡散が加速し、今までにない伝染病が発生しても何ら不思議ではない。

## 廃棄プラスチック国際条約の不遵守
富裕国から発展途上国へのプラスチック廃棄物の輸出はいたるところで報告されている。環境政策や税金、廃棄物処理、輸送に関連する政策やコストについての富裕国と発展途上国との間の格差が、廃棄物やスクラップ製品、プラスチックを含む国際取引における法的および違法な国際交通に関する重要な決定要因となっている。平易に言い換えれば富裕国から発展途上国に廃棄物とともに資金が移動し、これが発展途上国が富裕国のゴミ処理を引き受ける原動力になっている。受け入れた発展途上国（の廃棄物処理業者）の処理能力を越えた量の廃棄物が富裕国から輸出された場合、発展途上国では一般に環境法と取り締まりが弱いため、リサイクル名目で輸入しても実際には埋め立てや不法投棄される例が後を絶たず、その発展途上国から海洋へ流出する富裕国由来のプラスチック廃棄物の発生源となりうる。　それにもかかわらず多くの国の政府は「リサイクル目的のため」としてプラスチック廃棄物が輸出入された場合には、実態にかかわらずリサイクルされたものとして集計する。この実態とかけ離れた悪習がプラスチック汚染につながる環境投棄の基礎となっている。
プラスチック廃棄物を輸出した富裕国は、その輸入した発展途上国の経済水準よりも高い原資を支払うことで、自国の廃棄物問題をカネで解決できると同時に、輸入国にとっても現地住民の雇用につながるためこのような悪習が後を絶たず、富裕国は発展途上国民に高収入でもってプラスチック廃棄物を押し付け続けている。その一例として環境保護団体ECOTONの協力によるインドネシアからの2023年の現地レポートで、日本から輸入されたプラスチック廃棄物の処理場で働いている主婦女性が答えているところによると週に9600円の収入があり、これはインドネシア平均月収約29000円の実に1.3倍以上である。
海洋プラスチック汚染に対処する国際条約は、1972年の海洋投棄防止条約、1973年の船舶からの汚染防止国際条約、ホノルル戦略など、いくつかあれども、どれも陸地から海に流出するプラスチックに関するものではない。より広範なプラスチック汚染に対処するための法的拘束力のある国際的な条約は必要であるとかねてから考えてられてきた。ロビイストは、UNEA-5がそのような条約につながる期待を寄せていたが、セッションは法的拘束力のある合意なしに終わった。
2019年5月、発展途上国への先進国からのプラスチック廃棄物の輸出/輸入を規制し防ぐことを意図し、バーゼル条約にプラスチック廃棄物を含めるための改正が行われた。バーゼル条約の規則に従った規定に基づいて、187か国がプラスチック廃棄物の輸出を制限することに合意した。バーゼル条約の規則に従わない国々との取引は、事前に決定された基準を満たす合意がある場合を除いて禁止されている。5か国を除くすべての国連加盟国がこの合意に加盟しているが、世界一多量のプラスチック廃棄物を発生させている米国は富裕国で唯一加盟していないその5か国の一つである。非営利のバーゼル行動ネットワーク（BAN）による国際貿易データの分析によれば、バーゼル条約が2021年1月1日から発効して以来、バーゼル条約の違反が横行している。富裕国は廃棄物管理インフラが不足している発展途上国に数億トンものプラスチックを送りつけ、その多くはその発展途上国で埋め立て、焼却、または自然環境に散乱されている。東南アジア諸国が海洋へのプラスチック廃棄物流出量の上位を占めるのは（「海洋へのプラスチック廃棄物の流入国」の項を参照）、富裕国がバーゼル条約違反によりそれら諸国にプラスチック廃棄物を押し付けているからに他ならない。東南アジア諸国が国内経済の富裕国廃棄物処理への依存度を下げ、中国が実行したようにプラスチック廃棄物の輸入を停止しバーゼル条約の遵守を徹底することで、富裕国が他国に押し付け続けてきたプラスチック廃棄物処理を自国で行わせることは、富裕国由来のプラスチック廃棄物による海洋プラスチック汚染を軽減するのに絶対不可欠である。

## プラスチックの使用削減努力、廃棄物に対する対策と現状

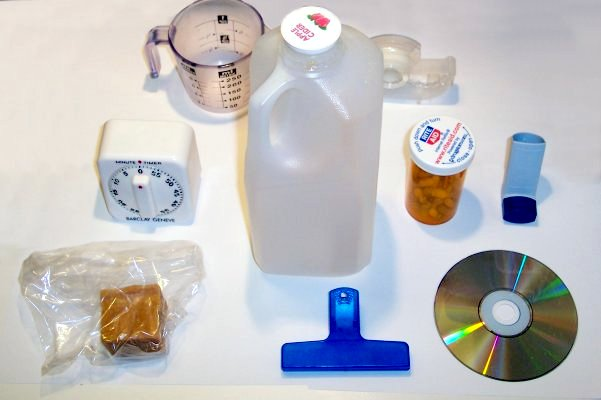
さまざまな種類のプラスチックで作られた家庭用品

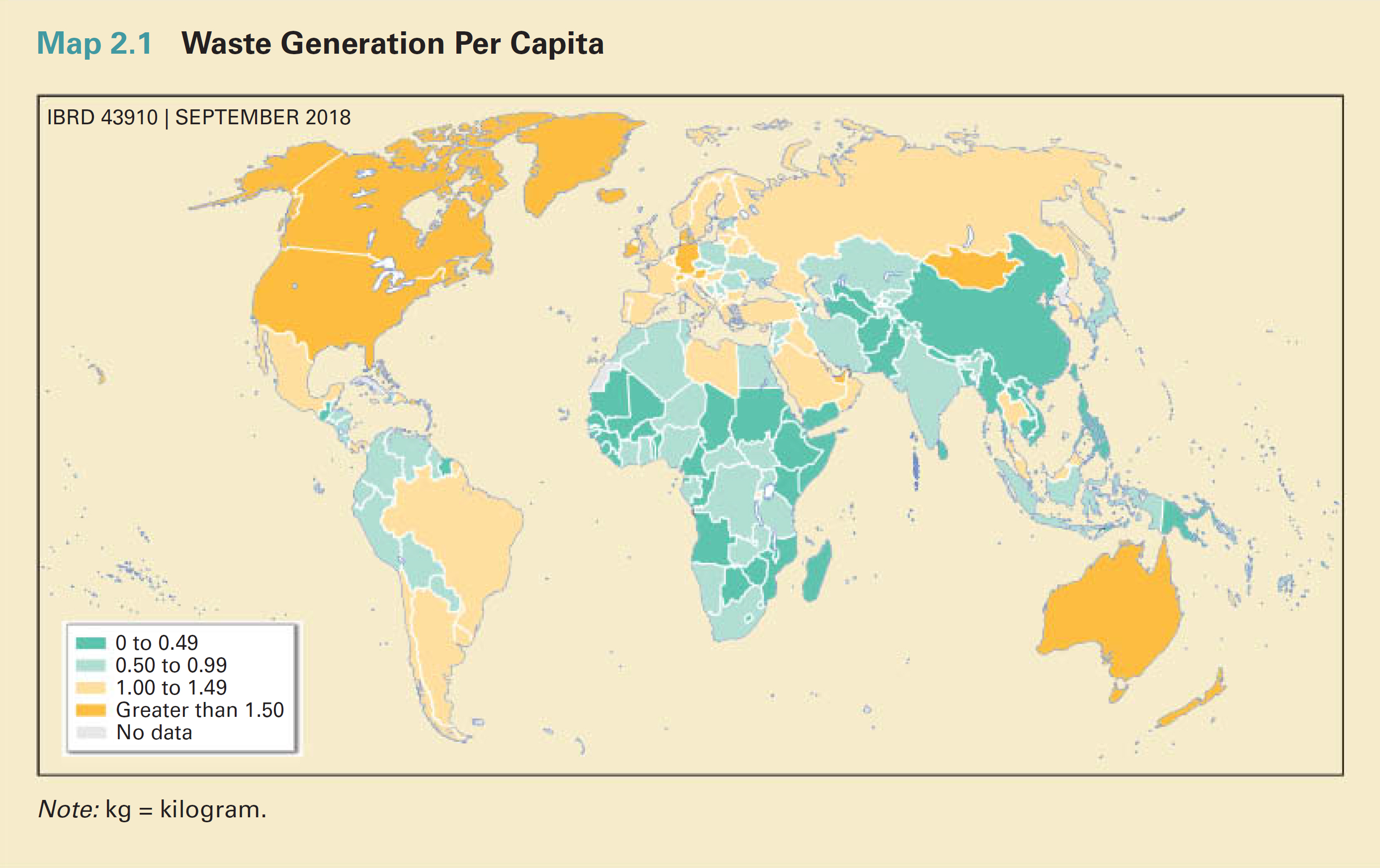
廃棄物の発生量（1 人あたり 1 日あたりのキログラム単位）

2021年のサイエンス誌における初めてのグローバルなプラスチック汚染に関する科学的総説論文では、合理的な対応策として未使用のプラスチック材料の消費の削減と、プラスチック廃棄物の輸出禁止（輸入国で輸出国より良いリサイクルが実施可能な場合を除くが、先項で述べたように殆ど有り得ない）など、国際的に調整された廃棄物管理戦略とがあると主張している。
一部の自治体や企業では、プラスチックボトル水やプラスチック袋など一般的に使用される使い捨てプラスチック製品の使用を禁止している。一部のNGOはレストランなどを審査し「エコフレンドリー」であると顧客に保証する証明書を交付するなどのプラスチック削減戦略を実施している。
2022年3月2日、ナイロビで175カ国の代表がプラスチック汚染を終わらせるための法的拘束力のある協定を作成することを誓約した。この協定はプラスチックのライフサイクル全体に取り組み、リサイクルのみならず再利用などの代替案を提案するもので、2024年の年末までにこの協定を考案するための政府間交渉委員会（INC）が設立された。この協定は循環経済への移行を容易にし温室効果ガスの排出を25％削減すると期待されている。UNEPの事務局長であるInger Andersenは、この決定を「使い捨てプラスチックに対する地球の勝利」とした。総会に先立ち、プラスチック条約に関する国際的な世論がThe Plastic Free Foundation、Ipsos、WWF-Internationalの協力により調査、分析、報告された。それによれば、調査対象者（28カ国にまたがる2万人以上の成人）の約90％が、グローバルな条約がプラスチック汚染危機への対処に役立つと期待している。

### 包装材プラスチック廃棄物の削減

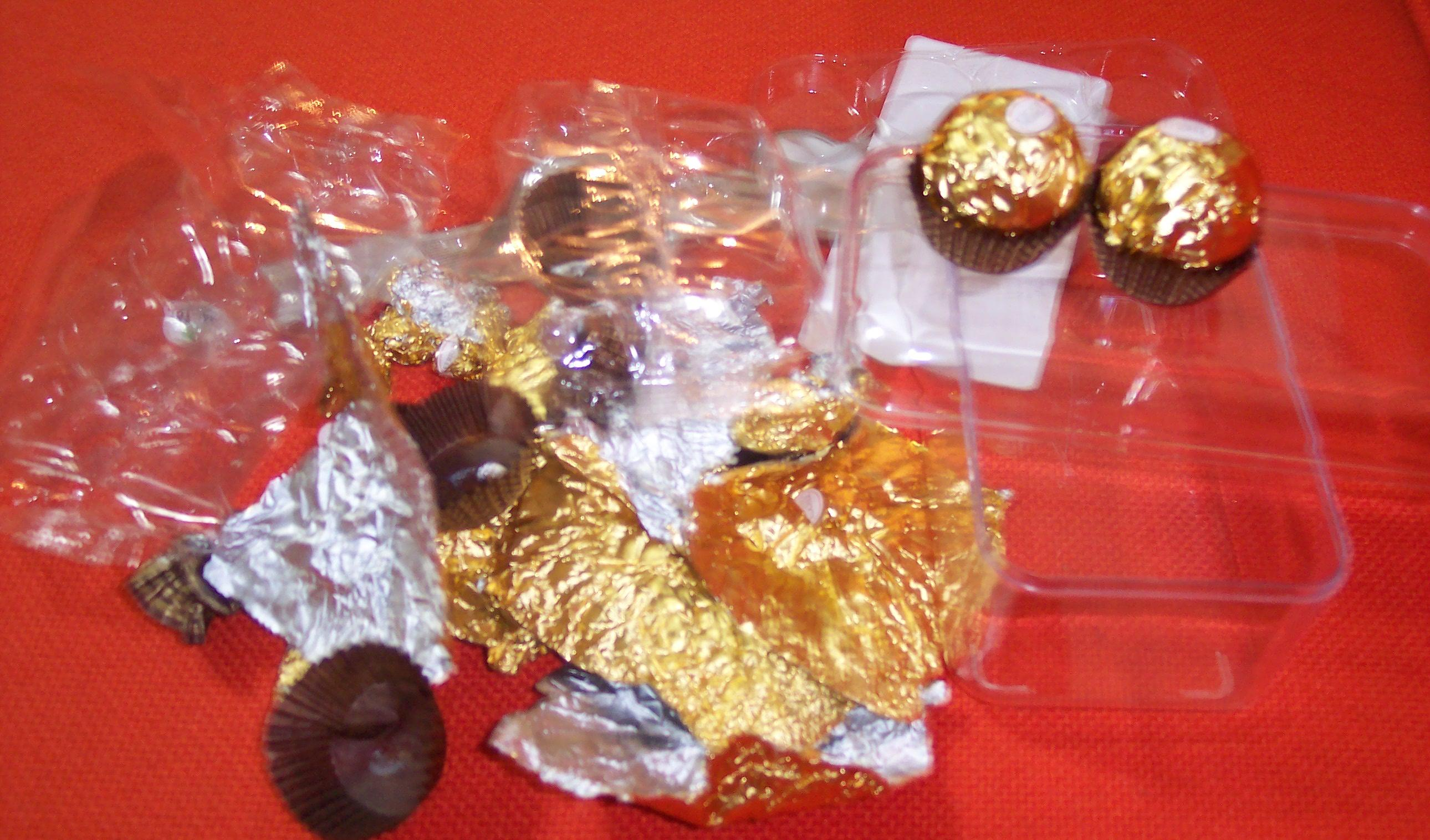
可食部（チョコレート）に対し膨大なプラスチック包装材（＝廃棄物）の購入を強制する過剰包装。

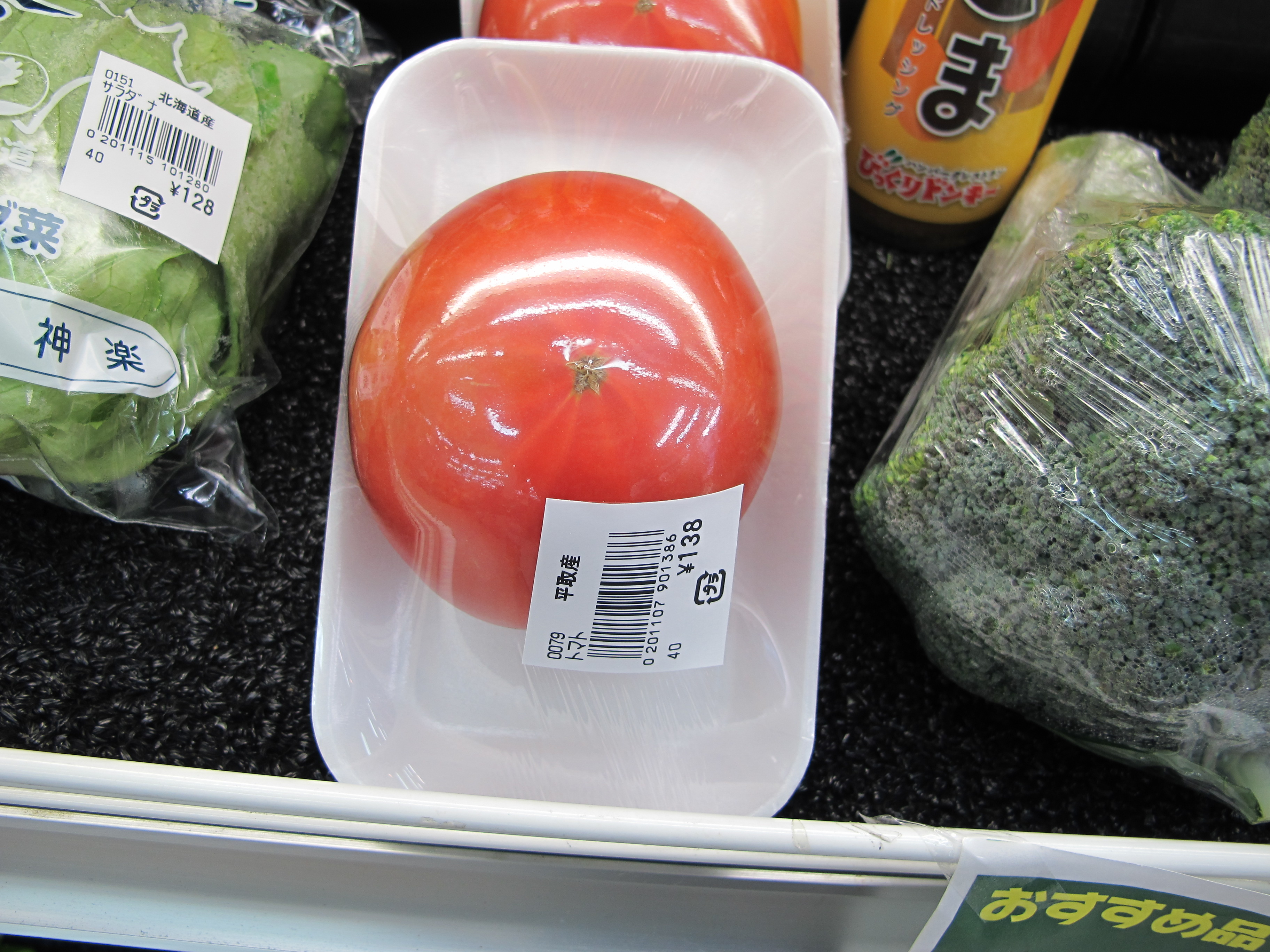
日本の無駄な食品包装。発泡スチロールのトレーに、食品ラップで包まれたトマト1個。

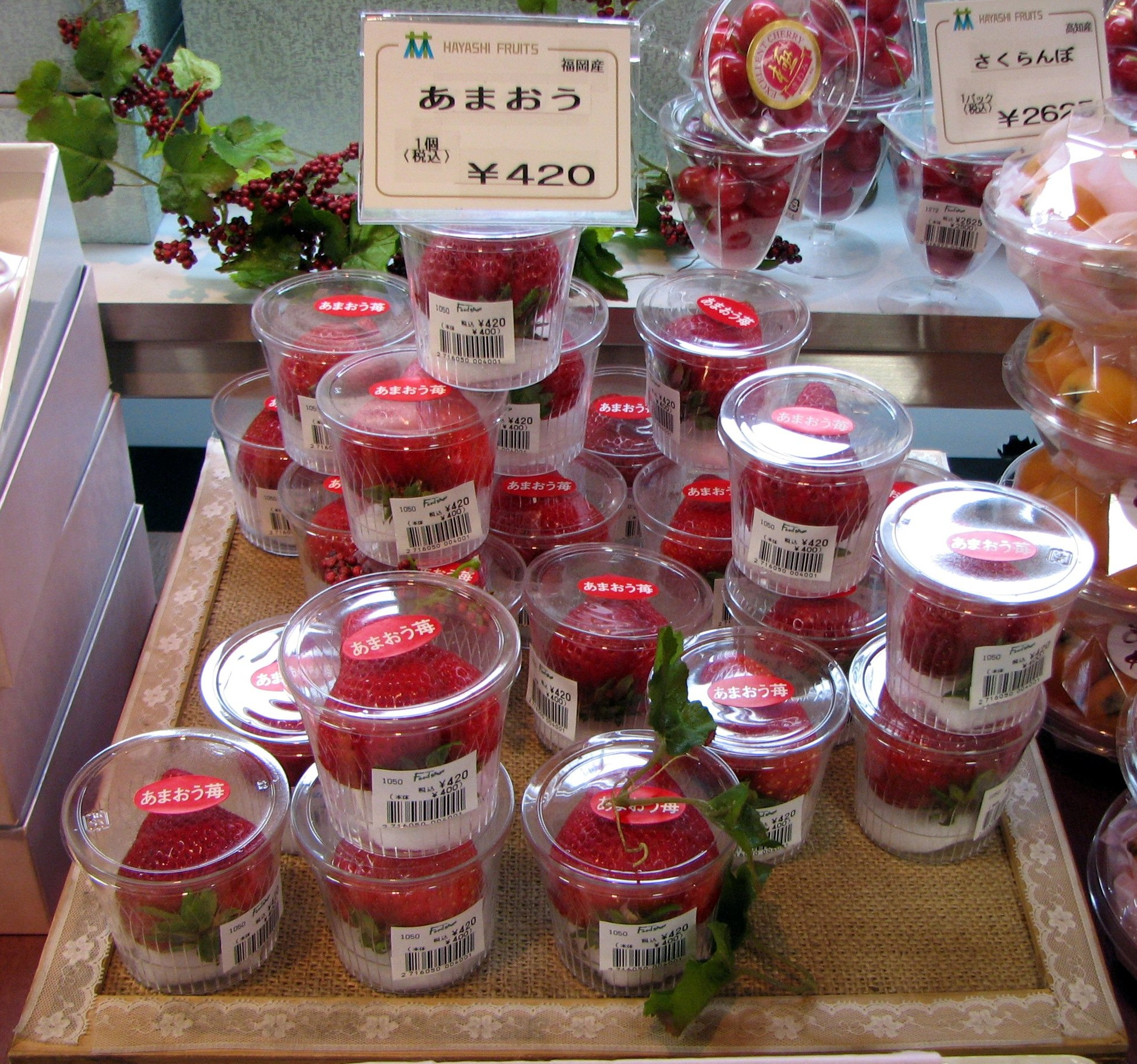
一粒毎にプラスチック容器に入れられて販売されるイチゴ、日本にて。

日常生活で避けて通れないのが包装材のプラスチック廃棄物の問題である。食品に関連して言えば、食品を商品として製造・流通させるエネルギーの約5%が包装材に使われると見積もられている。プラスチック包装材はその廃棄物による環境汚染が甚大で、プラスチック製造にかかる二酸化炭素排出に加え、全体として環境に対する悪影響が非常に大きい。2023年5月の69ページの国連報告書によればプラスチック汚染はいまや「破壊的」なレベルに到達したとし、一刻も早い行動を呼び掛けている。　日本の過剰包装文化、特に食品のそれは海外でも知られており、日本のプラスチック廃棄物に関連して批判されている。
プラスチック廃棄物を出さないことは、プラスチック汚染のみならずその焼却から発生する二酸化炭素による地球温暖化に対する観点から極めて重要かつ効果の大きい行動である。（「焼却」の項も参照）2021年の日本の廃プラスチック総排出量は823万トンでその内訳は一般廃棄物が424万トン・産業廃棄物が399万トンと過半数（51.5%）が一般消費活動から発生しており、さらにその77.4%が包装材である。すなわち個々人の努力によるプラスチック包装材の削減だけで、日本の総プラスチック廃棄物の40%もの量が削減可能なのである。断じて小さい数字ではない。
４Rの廃棄物ヒエラルキーで最上位の取り組みはRefuse(拒否）である。すなわちプラスチック包装された商品をそもそも買わないことや、必要のないプラスチック包装材を使わないことである。これらは個々人で容易に実行可能である。例えばトレイに入った惣菜などの冷凍食品は可食部に対し多量のプラスチック包装すなわち廃棄物の購入を強いるものであり、冷凍野菜の代わりに（パック包装でない）野菜を購入し切って冷凍することや、ミックスベジタブルなど缶詰でも入手できるものは缶詰品を選ぶ（缶はリサイクルが容易）ことなどでプラスチック廃棄物の購入を回避できる。
さらに、かつての日本では普通であった量り売りで提供することで商品のプラスチック包装を省略して、環境負荷のみならずコスト削減にもつなげている食料品店も増えてきており、これらのような店舗を日常的に利用することは一般消費社会にゼロ・ウェイストのムーブメントを普及させるものと期待される。その関連する取り組みとして東京都内のスーパーマーケットで、ノントレーなど食品包装の簡易化について客に直接その優位性を示しながら意見を問う試みがなされた。買い物カゴ投票と銘打ったこのキャンペーンはWWFジャパンと滋賀県立大学によりデザインされ、よりサステナブルな食品販売形態を確立するものとして期待される。
日本の一般消費社会ではあまり認識されていないが、食品ラップは日本ではいまだポリ塩化ビニリデン材料の製品が売上高約8割を占めており、これら塩素系プラスチックは焼却に伴いダイオキシン発生の原因となる上、発生する塩化水素によりPETボトルなどリサイクル可能な廃棄プラスチックにごく微量（PETの場合100ppm）でも混入するとそのリサイクル材の化学分解を引き起こし品質を低下させるなど、極めて問題が多い。欧米ではラップのみならず食品包装材一般についてポリ塩化ビニル系材料の排除が進んでいるが 、その取り組みが遅れている日本では食品ラップを可能な限り使用しないことが第一の対策となる。一般家庭での取り組みとしてはたとえば電子レンジ加熱時のラップ掛けのかわりに、何か（使い捨てではない）プラスチック製の蓋などで覆う、おにぎりや弁当の包装に食品ラップではなくアルミホイル（アルミ剤はリサイクル可能）を使うなどができる。これらによる食品ラップの生産や廃棄（焼却）に伴う二酸化炭素排出量の削減量は小さくても、上述のように環境やリサイクルプラスチック中への塩素系プラスチックの漏洩を防ぐことで、マテリアルプラスチックリサイクルの促進につながる。

### 生分解性および自発分解性プラスチック
生分解性プラスチックには利点とともに欠点もある。生分解性プラスチックは産業用の堆肥化施設では分解できても一般家庭の堆肥では効率的に分解されず、この遅いプロセス中には温暖化ガスのメタンが放出されるかもしれない。
自発分解性プラスチックも種々開発されている。これらは生体高分子性材料ではなく既存のプラスチックと同様に化石燃料由来だが、太陽光中の紫外線や熱などの物理的な要因で分解するのを促進する添加剤を使用して自発分解性を付与したものである。しかしこのタイプのプラスチックは小さな断片には分解するが環境上無害な小分子までには消化分解されず、マイクロプラスチックの生成を促進するだけで却って環境を悪化させる。 生分解反応を促進する添加剤をポリエチレンやPETポリマーに試用してもそれらの生分解を促進することはなく、たとえ促進したとしても環境上無害な小分子までには消化分解されない点は同様で、いずれのタイプも2023年の時点ではプラスチック汚染対策上有用なものは見いだされていない。
2019年の英国の議会委員会は、新しい種類のプラスチックの廃棄物についての消費者の理解やインフラが不足していることから、堆肥分解性および生分解性プラスチックはむしろ海洋汚染に寄与する可能性があると結論付けた。何故ならこれらのプラスチックは適切に分解するためには産業用堆肥化施設に送る必要があるが、廃棄物を堆肥化施設に届ける適切なインフラは未だ存在しない。したがって、プラスチック製品の増産につながる堆肥分解性および生分解性プラスチックを市場に導入するよりも、既存のプラスチックの生産使用量を減らすほうがはるかに重要である。

### 既存プラスチックの分解酵素
汚染された場所に生息する微生物は、新しい酵素を進化させることで既存のプラスチックを分解消化できるようになることがある。2021年の研究ではそのようなプラスチック分解酵素がプラスチック汚染の悪化と相関して進化していることを見出し、17種類の既存プラスチックに対する95種のプラスチック分解酵素についてその進化を追跡し、分解酵素としての可能性のある新規酵素約3万種類を同定した。しかしこれらの酵素が自然環境下でプラスチック汚染を減少させるほどプラスチックを分解している証拠は2023年現在見いだされていない。

### 焼却
医療から発生するプラスチック廃棄物は（オートクレーブなどの前処理を施さない限り）通常の埋め立て処分ができないためやむなく焼却されている。大規模な焼却プラントでは、プラスチック、紙、および他の材料が廃棄物からエネルギーを供給する燃料として使用され、合計生産量の約12％が焼却されている。焼却プロセスから生じる有害ガス排出に関する多くの研究と対策が行われている。 焼却プラスチックは燃焼過程で、ダイオキシン、ポリ塩化ジベンゾフラン、水銀、ポリ塩化ビフェニルなど多くの有害物質を放出し、重大な健康影響と大気汚染を引き起こすことから、プラスチック廃棄物はこれら有害物質を回収または処理するため特別に設計された施設でのみ焼却することが求められている。
日本ではエネルギー回収焼却処分を”サーマルリサイクル”などという聞こえのいい名称で呼ぶが、プラスチックのような化石燃料由来物を温暖化ガスの二酸化炭素にしてしまうことは決してリサイクルではない。海外では焼却にリサイクルなどという名称は一切使わず「廃棄物からエネルギー」であり、温暖化ガス排出につながることは従来の化石燃料発電となんら変わりないと批判されている。即ち、焼却はプラスチック廃棄物の問題を地球温暖化の問題に転嫁しているに過ぎない。このことは少し計算してみれば明らかである。プラスチック廃棄物の焼却から発生する二酸化炭素量について一つの見積もりでは、プラスチック１キログラムあたり二酸化炭素2.9キログラムとなっており、プラスチックの化学構造（炭素含有重量％）からすれば極めて妥当な数字である。これをもとに日本で2018年に焼却処理されたプラスチック廃棄物683万トン（プラスチック廃棄物総量891万トン ‐ マテリアルリサイクル量208万トン　）を計算すると二酸化炭素1981万トンに達し、当時の日本人人口１億2700万人で割るとプラスチック廃棄物の焼却で排出した二酸化炭素は年に一人当たり156キログラムにもなる。日本人はパリ協定の目標達成に必要とされる2030 年までの一人当たりの年間二酸化炭素排出量上限2.3 トンのうち6.8％もの量をプラスチック廃棄物の焼却だけで消費したのである。

### 炭化
炭化は焼却と異なり、プラスチックの構成成分のうち大部分の炭素原子を残して他の成分を気化し炭として回収するものである。理論上大気中への二酸化炭素排出量が焼却よりも少ないことから地球温暖化への悪影響が少なく（炭化率100％なら二酸化炭素排出は原理上0%だが実際の炭化率はプラスチックの種類により異なる）、リサイクル不可能な廃棄物でも実施できることから、実用的なプラスチック廃棄物処理法として多くの研究が進められ、実際にハワイの海岸漂着プラスチック廃棄物処理への応用が行われた。問題となるのはポリ塩化ビニルなど塩素を含むプラスチックからは塩化水素が発生し炭化炉を腐食し、大気中に排出すると大気汚染につながることであるが、前処理により先に塩素を除去するなどの方法も開発されている。処理後に残留する炭は炭素材料として多数の用途がある。　中には商用化されているものもあり、文字通り廃棄物から新たな製品への直接のリサイクルを実現させている。
バイオ炭はバイオマスの炭化で得られる黒色炭の残渣で、アマゾン盆地の豊饒な土壌（テラプレータ）の元ともなっている大変有用な土壌改良剤であるのみならず、その製造は炭素隔離による地球温暖化抑制や、さらにはアマゾンの環境破壊の一因であるスラッシュアンドバーン農法の不要化にもつながる。したがってプラスチック廃棄物またはリサイクルプラスチックからバイオ炭の代替品を作り出すことにより１）プラスチック汚染と、２）地球温暖化の緩和につながり、さらに３）農業生産性の高い土壌を作り出し、４）アマゾンの環境破壊を抑制できることから多くの研究が進行中である。　プラスチックだけからバイオマス由来のバイオ炭と等価な炭化物を作り出すことは2023年時点では困難であるが、PET またはポリスチレンをトウモロコシ残滓と混成して熱分解する研究などがなされている。　また、食物残渣などから作られる炭化物は窒素を含有し有毒なシアン化物の発生源となりうるが、食物残渣などを適量の廃棄ポリ塩化ビニルなどと炭化することで、シアン化物の発生がない「人工バイオ炭」が得られた。

### 収集、リサイクル、削減
プラスチック廃棄物を減少させることはリサイクルをサポートし、再利用とともに「3R」（削減 reduce、再利用 reuse、リサイクル recycle）というキーワードで呼ばれる。リサイクルはこの中で最下位に位置する対策であり（廃棄物ヒエラルキー）、近年は３Rのさらに上位にあるもうひとつのRすなわち（プラスチック製品の購入、受け取り、使用の）拒否 refuseを追加した「4R」というキーワードがより一般的になりつつある。
ごみ収集の一般的な形態には、路上収集とリサイクルセンターへの持ち込みがある。米国では人口の87％（2億7300万人）が両方を利用でき、63％（1億9300万人）が路上収集を利用できる。路上収集では指定された種類のプラスチックの廃棄物をリサイクル回収箱に入れて清掃会社によって運搬する。ほとんどの路上収集ではPETおよびHDPEは回収可能である。リサイクルセンターは米国の68％の人口（2億1300万人）がリサイクル可能な廃棄物を持ち込める。収集されたプラスチックはリサイクル原料としての製品価値を高めるため、単一プラスチック材料ごとに仕分けされるための材料回収施設（MRF）またはハンドラーで仕分けられ、再生業者への配送コストを削減するために包装される。
プラスチックの種類によりリサイクル率は異なる。米国では2017年の総プラスチックリサイクル量270万トンであったが、同時に2,430万トンのプラスチックが埋立地に投棄され、リサイクル率はわずか8.4％であった。一部の種類のプラスチックは回収しやすく他の種類よりも多くリサイクルされる。2017年ではHDPEボトルが31.2％、PETボトル・ジャー29.1％のがリサイクルされた。
再利用可能な包装材は、耐久性のある材料で製造され、複数回の使用と長寿命のため特別に設計されたものである。その目的で選ばれた製品のためのゼロウェイストを謳う商店やリフィルショップ 、従来からのスーパーマーケットで、再利用可能プラスチック包装された製品の詰め替え販売や、無包装または持続可能な包装製品の販売を実施する店舗などがある。
2019年5月21日、消費者から包装を回収し再利用する「Loop」と呼ばれる新しいサービスモデルが、多くの大手企業の支援を受けて米国のニューヨーク地域で開始された。消費者は特別な発送用のトートバッグにパッケージを入れ、それから回収、洗浄、リフィル、再利用される。 このサービスは数千世帯から始まり、使い捨てプラスチック使用を止めるだけでなく、さまざまな材料の消費者製品容器をリサイクルすることを目指している。2023年現在日本でも事業展開されている。
TerraCycleは数多くの一般消費者向け製品のメーカーと提携し、包装材のみならずその製品から発生するあらゆる廃棄物をリサイクル・転用するというビジネスで収益を上げている。一般の地方自治体では通常リサイクル回収しないようなプラスチック廃棄物（例：衣類、使用後のカプセル式コーヒーの残骸）も対象として、各家庭ごとに訪問回収するサービスプログラムを実施している。
プラスチックボトルなどの必要性をなくす効果的な戦略の一つは、再充填可能なスチールボトル と 飲料の炭酸化装置 などを使用することで、マイクロプラスチックの放出による人間の健康への潜在的な悪影響も防げる。

### 海洋・河川流入物の回収、プラスチック汚染源のマッピングと追跡
The Ocean Cleanupは海洋からプラスチック廃棄物を回収ネットで収集している。しかし海洋水面に棲息する水表生物など一部の海洋生物に害がある懸念もある。 
海洋プラスチック廃棄物の大部分は、沿岸都市や河川から来ると考えられている。これら2つは関連している可能性がある。岸地域での地元のレベルでの管理介入が、プラスチック汚染削減の世界的な成功に不可欠であることも示されている。東シナ海に注ぐ長江は2021年の研究では64位のプラスチック排出量を持つ川として特定されたが、サンプリング証拠を使用する一部の研究によれば1位であった。 
オランダでは、一部の河川にバブルバリアを設置し、プラスチックごみが河川から海に流入するのを防いでいる。このGreat Bubble Barrierは1mm以上のプラスチックを捕捉できる。アイセル川（2017年）、アムステルダム（2019年）、ライン川の終わりにあるカットウィックにも実装されている。
Our World In Dataは、特に海洋におけるプラスチック汚染源を示すため、分析についてのグラフィック、マップなどを提供している。プラスチック廃棄物を誰がどこで海に投棄しているのかを特定するのに役立つ、グローバルな対話型の機械学習と衛星モニタリングに基づくマップが2022年4月から稼働している。

## 政策
プラスチック汚染とその影響を緩和するための政策や規制が実施されている。たとえば、埋立税は、プラスチックの埋め立てがリサイクルよりも高くつくようにし、リサイクルを選ぶよう動機づけている。また、堆肥化できるプラスチックの種類の標準化も行われた。欧州規格EN 13432は、堆肥化および生分解性の観点からプラスチックが公式に堆肥にラベル付けされるために満たす必要のある基準をリストアップしており、これは欧州標準化委員会（CEN）によって設定された。
海洋が直面する重大な脅威を考慮して、欧州投資銀行グループは海洋浄化のための資金と助言支援を増やすことを目指している。たとえば、2018年にはクリーンオーシャンイニシアティブ（COI）が設立され、欧州投資銀行、ドイツ開発銀行、フランス開発銀行（AFD）が、2018年10月から2023年10月までの期間にCOIに合計で20億ユーロを投資することを合意し、海洋への汚染排出を減少させるための取り組みに焦点を当てている。クリーンオーシャンイニシアティブは、2025年までに海でのプラスチック廃棄物を減少させるために40億ユーロの資金を提供する予定で、スリランカ、エジプト、南アフリカでの汚水処理の改良、トーゴとセネガルでの固形廃棄物管理などがある。
2022年、各国は2024年までに世界的なプラスチック汚染に関する条約を策定することに合意した。
2024年、プラスチック汚染問題解決の新条約を巡り、自然環境中に流出するプラスチックの量の管理や削減を義務付けることを政府間交渉委員会が各国に文書で提案した。
2026年6月ニースで開かれる国連海洋会議で欧州各国や太平洋の島国など70カ国以上が、プラスチック汚染を防ぐ国際条約案に「生産量と消費量の国際的な削減目標」を求める共同声明を出し、生産量や輸出入量の報告義務化も求めるが、日本は賛同しないと思われている。原料となる石油産出中東諸国などは生産規制に反対しており、反発すると予想された。

### 循環経済政策
リサイクル可能性、廃棄物管理、国内資材回収施設、製品構成、生分解性および特定の廃棄物の輸出入の防止に関連する法律は、プラスチック汚染を予防すると期待される。ある研究は、プラスチック製品製造業者の責任を「プラスチック汚染の問題に対処するための実用的なアプローチ」と捉え、「さまざまなレベルでのグローバル、地域、国内の既存および採用された政策、立法、規制、およびイニシアティブが重要な役割を果たす」と提案している。
一般的なプラスチック製品は、単一製品内および製品間でも異なるプラスチック材料で構成されていることが多く、それらを分離・リサイクルすることが現実的にはほぼ不可能であることが多い。例えば、PETなどの12種類のプラスチックをイメージングと機械学習を用いて理論上は分別できるシステムがあるが、 現状では1950年から2018年までの推定6,300億トンのプラスチック廃棄物の約9%しかリサイクルされておらず、12%は焼却され、残りは埋め立て地または自然環境に投棄されている。したがって、プラスチック製品の規格標準化、特にプラスチック包装材の標準化は、リサイクルを大いに促進する可能性がある。
2017年頃以降、中国、トルコ、マレーシア、カンボジア、タイなどが特定の廃棄物の輸入を禁止した。この措置は廃棄物を発生させた富裕国が自国で人工知能による分別自動化 と国内リサイクルを増加させる動機づけにつながると期待されている。（「廃棄プラスチック国際条約の不遵守」の項も参照）

### 政策の有効性予測
2024年のサイエンス誌の研究では2050年までのプラスチックの生産・取引・廃棄物管理の傾向を予測する機械学習モデルを構築し政策介入の効果をシミュレートした。その結果、現状のままでは2050年までに、不適切な管理によるプラスチック廃棄物はほぼ2倍の1億2,100万メートルトン（Mt）になり、プラスチック関連の温室効果ガス排出量は37％増加して33億5,000万トン（CO2換算3.09～3.54）になると予測されるが、8つの条約政策をシミュレートしたところ、うち4つだけでもプラスチック廃棄物と関連温室効果ガスをそれぞれ91％、3分の1削減できるとしている。

## 各国・各地域の状況

### アルバニア
2018年7月、アルバニアは欧州で初めて軽量プラスチックバッグの使用を禁止した国となった。 アルバニアの環境大臣であるブレンディ・クロシは、厚さが35ミクロン未満のプラスチックバッグを輸入、製造、または取引する企業は、100万レクから150万レク（7,900ユーロから11,800ユーロ）の罰金を科すリスクがあると述べた (€7,900 to €11,800)。

### オーストラリア
オーストラリアでは、年間約2.5百万トンのプラスチック廃棄物が生産され、そのうち約84％が埋立地に流れ込み、約13万トンのプラスチック廃棄物が環境に漏れ出していると推定されている。 
2021年12月までに、8つの州と地域のうち6つがさまざまなプラスチック製品の禁止を発表した。連邦政府のNational Packaging Targetsは、2025年までに使い捨て使用を最悪のものから段階的に廃止するという目標を設定した。また、2021年のNational Plastics Planの下で、2022年7月までに発泡スチロール梱包詰め物材と成形ポリスチレン包装を段階的に廃止し、さまざまな他の製品を2022年12月までに廃止することを約束している。
オーストラリア発の使い捨てプラスチック削減イニシアティブPlastic Free Julyは、2011年に西オーストラリアのパースで始まり、2022年現在、世界的に大きな影響を持つようになった。2022年時点で、このイニシアティブには記録的な1億4000万人の参加者がおり、意識的な変化を起こし、260万トンの廃棄物削減を実現した。この使い捨てプラスチック汚染対策への貢献を認められ、Plastic Free Julyは国連持続可能な開発行動賞の年次最終候補の一つとなった。

### カナダ
2022年、カナダは使い捨てプラスチックの製造と輸入の禁止を発表した。これらのアイテムの販売は2023年12月から禁止され、輸出は2025年から禁止される。カナダの首相ジャスティン・トルドーは、2019年に使い捨てプラスチックを禁止することを約束した。

### 中国
中国が使い捨てプラスチックの最大の消費国だった2020年に、中国は5年間でプラスチック廃棄物を30％削減する計画を発表した。この計画の一環として、使い捨てプラスチックバッグとストローは禁止され、プラスチック汚染を減少させるための3つの提案を公表した。この計画には使い捨てプラスチックを国内全土で禁止することが含まれている。一方で電子商取引商品の包装材の使用増加などにより、国内のプラスチック廃棄物は2025年には4500万トンに増加すると予想された。

### コロンビア
コロンビアは2024年7月7日、2030年までに使い捨てプラスチックの生産と商業化を根絶することを目的とした2022年法律第2232号を施行した。しかしながらこの法律は、実行可能な代替手段が存在しない特定のプラスチックの用途に例外を認めており、したがってその有効性は持続可能な代替材の開発と採用の成否にかかっている。

### 欧州連合(EU)
2015年、欧州連合(EU)は、2019年までに1人当たりの使い捨てプラスチックバッグの消費を90袋に、2025年までに40袋に削減することを求める指令を採択した。2019年4月、EUは、2021年の初めからボトルを除くほとんどの種類の使い捨てプラスチックを禁止する追加の指令を採択した。2021年7月3日、EU使い捨てプラスチック指令（SUPD、EU 2019/904）がEU加盟国で発効した。この指令は使い捨てプラスチックからのプラスチック汚染を減少させることを目的としており、海岸で最も一般的に見られる使い捨てプラスチックの10種類に焦点を当てている。これらは海洋ゴミの43％を占める（漁具はさらに別の27％）。SUPDによれば、次のものが禁止される：プラスチック製の綿棒とバルーンスティック、プラスチック製の皿、プラスチック製の食器（フォーク、スプーン、ナイフ）、プラスチック製の飲料かき混ぜ棒、ストロー、発泡スチロール製の飲料および食品包装（使い捨てカップ、一人前の食事など）、マイクロプラスチックに分解される酸化分解性プラスチック製品。また以下の製品には、プラスチックが含まれること、ゴミ箱に適切に捨てるべきであること、（ゴミ箱でなく）ポイ捨てしたら環境に悪影響を及ぼすことを示すラベルを付けることとされた：たばこのフィルター、飲み物用カップ、ウェットティッシュ、生理用ナプキン、タンポン。
2022年12月、EUは他国へのプラスチック廃棄物の輸出を禁止するための最初の措置を講じた。

### フランス
2021年、フランスは「無料のプラスチックボトル、プラスチックの紙吹雪、使い捨てプラスチックバッグ」を禁止し、2022年にはプラスチック製品とおもちゃに制限が設けられ、2023年1月1日には20席以上のレストランから多くの種類の使い捨てプラスチックが禁止された。

### インド

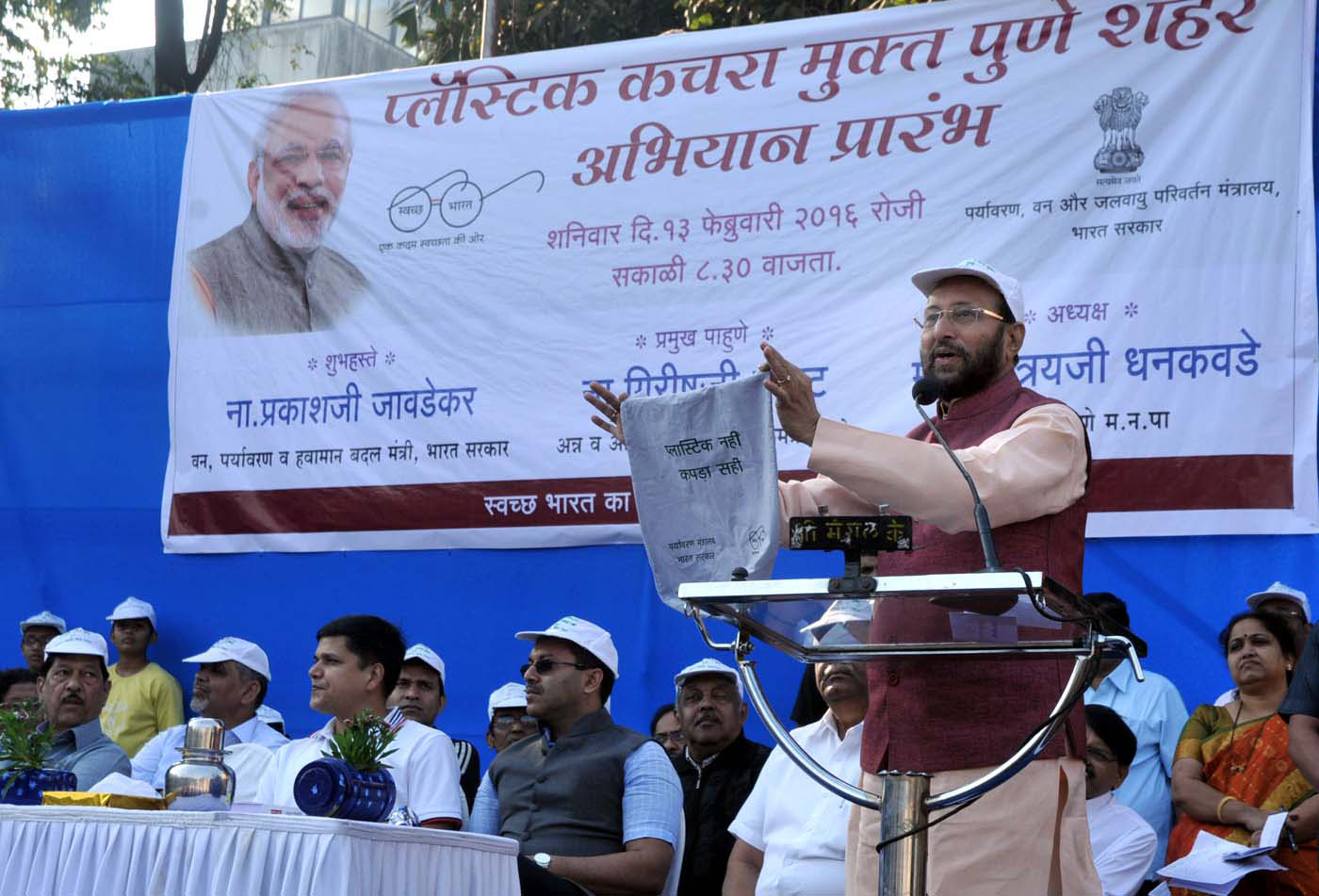
2016年プネーで開催されたプラスチック廃棄物ゼロキャンペーンで演説する環境・森林・気候変動担当国務大臣（独立担当）のプラカシュ・ジャバデカル氏。

2019年10月2日、インド政府は使い捨てプラスチックの使用を禁止し、プラスチックのリサイクルと再利用を促進するための一連の措置を実施することを決定した。
インド政府の飲料水および衛生省は、政府の会議などで飲料水を提供するためにプラスチックボトルの使用を避け、代わりにプラスチック廃棄物を発生させない飲料水の提供を手配するよう、各政府の部局に要請した。シッキム州では、政府の機能や会議でのプラスチック製水ボトル（スチロフォーム製品を含む）の使用を制限している。ビハール州では政府の会議でのプラスチック製水ボトルの使用を禁止している。
ティルヴァナンタプラムで開催された 2015 年のインド国立競技大会は、環境に優しいプロトコルと関連づけられた。これは「ゼロ廃棄物」の会場を目指したSuchitwa Missionによって始められた。イベントを「使い捨て不可」にするため、使い捨ての水ボトルの使用が禁止された。イベントでは再利用可能な食器とステンレス製のタンブラーが使用された。競技参加者には再使用可能なスチール製瓶が提供された。これらにより使い捨て廃棄物の発生が120トン減少したと推定されている。
2016年、バンガロール市は一部の特別なケースを除いて、すべての目的でのプラスチックの使用を禁止した。
2018年6月23日、マハラシュトラ州はマハラシュトラプラスチックおよびサーモコール製品の禁止を実施し、プラスチック使用者に罰金と再犯者には潜在的な投獄を科すこととした。
2022年には、インドはさまざまな種類のプラスチックに対する全国的な禁止措置の実施を始めた。プラスチックの製造には二酸化炭素よりも何千倍も強力な温室効果ガスを含む8,000以上の添加物が使用されているため、国の気候目標を達成するために必要な措置であるとされている。

### インドネシア
バリ島では、2019年にプラスチックバッグの使用を禁止するための取り組みを始めたMelatiとIsabel Wijsenという姉妹がいる。
2022年1月現在、彼らの組織活動Bye Bye Plastic Bagsは世界中の50以上の場所に広がっている。

### イスラエル
エイラートとヘルツリーヤの2つの都市がビーチでの使い捨てプラスチックバッグと使い捨て食器の使用を禁止することを決定した。2020年にはテルアビブも加わり、ビーチでの使い捨てプラスチックの販売も禁止された。

### 日本
2022年４月より「プラスチック資源循環促進法」が施行された。この法律はプラスチック製品の設計からリサイクルを考慮したものとすることを推進することを目指すものであるが、使い捨てプラスチック製品の製造や使用に関する規制ではない。ようやく2024年6月になって、大量のプラスチック製品を生産する製造業にリサイクル材使用目標の設定やその実績の報告を義務化する方針を発表した。単なる努力目標にとどまり実効性のない実態を解消し、2025年通常国会で資源有効利用促進法をより規制強化されたものへ改正することを目指すとしている。その一方で、日本では使い捨てプラスチックは埋め立てではなく焼却処分が一般的である関係から（「プラスチックの使用削減努力、廃棄物に対する対策と現状>焼却」も参照）、レジ袋有料化などの動きは小売店レベルではあるものの、過剰食品包装などの使い捨てプラスチックの禁止は他国と異なり国の政策としては殆ど実施されていない。

### ケニア
2017年8月、ケニアは世界でも最も厳格なプラスチックバッグの禁止を発表した。プラスチックバッグの製造、販売、または使用が発覚した場合、最大で3.8万ドルの罰金または最大4年の刑務所刑が科せられる。

### メキシコ
2020年、メキシコシティは使い捨てプラスチックバッグから始め、2021年には食器、ストロー、テイクアウトトレイなどを含む使い捨てプラスチックを禁止した。

### ニュージーランド
2025年までに多くの種類の再利用が難しい使い捨てプラスチックを禁止することを発表した。

### ナイジェリア
2019年に、ナイジェリアの連邦下院は国内でのプラスチックバッグの製造、輸入、使用を禁止した。

### スペイン
スペインは2023年初頭にいくつかの種類の使い捨てプラスチックを禁止した。

### 台湾
台湾は2018年2月に使い捨てプラスチックカップ、ストロー、食器、バッグの使用を制限し、2023年までに完全に実施されることを目指してプラスチックバッグに追加の料金がかかるようにした。

### 英国
2019年1月、冷凍食品を専門とするアイスランドスーパーマーケットチェーンは、「2023年までに自社ブランドの製品のすべてのプラスチック包装を排除または大幅に削減する」という約束をした。
2020年現在、英国で「プラスチックフリーコミュニティ」という称号を得たコミュニティは104あり、500のコミュニティがそれを達成したいと考えている。
2人の女子生徒EllaとCaitlinが請願を立ち上げた後、英国とアイルランドのバーガーキングとマクドナルドは、食事にプラスチックのおもちゃを付けないことを約束した。マクドナルドは2021年から実施することとした。
2023年10月から、イングランドでは使い捨て食器やプレートなどを含む多くの種類の使い捨てプラスチックが禁止される。スコットランドとウェールズは既にそのような禁止を実施している。新しい規則は2022年10月1日に発効したが、多くの人々はそれを知らず準備が出来ていなかった。

### 米国
2009年：ワシントン大学セントルイス校は米国でプラスチックの使い捨て水ボトルの販売を禁止した最初の大学となった。コロンビア特別区は、食品またはアルコールを販売するすべての事業に、持ち帰りのプラスチックまたは紙の袋1つにつき5セントの追加料金を課すように義務付けた。
2011年と2013年：カウアイ、マウイ、ハワイでは、非生分解性のプラスチックレジ袋と、40％未満のリサイクル材料を含む紙袋を提供することを禁止した。2015年にはホノルルが最後の主要な郡として禁止を承認した。
2015年：カリフォルニアは大手の店舗にプラスチックレジ袋の提供を禁止し、もし提供する場合、1枚につき0.10ドルの料金を課すこととした。
2016年：イリノイ州は再利用可能な袋を奨励し、使用済みのプラスチックレジ袋を回収し、再利用可能なバッグを奨励する「リサイクルプラスチックバッグ金曜日」を設立した。
2019年：ニューヨーク州は使い捨てプラスチックレジ袋を禁止し、使い捨て紙袋の使用に5セントの料金を導入した。禁止は2020年に発効した。これにより、ニューヨーク州内でのプラスチックバッグの使用が削減されるだけでなく、州内で毎年23億本使用されていたプラスチックバッグの製造に使われていた1200万バレルの石油も節約される。メイン州は発泡スチロール製容器を禁止した。Giant Eagleスーパーマーケットチェーンは、2025年までにプラスチックを完全に廃止すると約束した米国の大手小売業者となり、まず最初に使い捨てプラスチックレジ袋の使用を2020年1月15日に停止した。デラウェア州、メイン州、オレゴン州、バーモント州はそれぞれ法律を制定した。バーモント州は使い捨てストローとポリスチレン容器を制限した。コネチカット州は販売時に使い捨てプラスチックバッグに0.10ドルの料金を課し、2021年7月1日にからは禁止することとした。
2025年米海洋保護団体オセアナは発泡プラスチックの使用を段階的に廃止すべきとする報告書を発表した。それによると世界中で毎年800万トンを超える発泡プラスチックが製造され最も一般的なプラスチック汚染のひとつだが、米国では再利用される発泡プラスチック廃棄物はわずか1％に満たない。
2025年クリス・ファンホーレン上院議員とロイド・ドゲット下院議員は、全米の使い捨ての発泡プラスチック製食器、梱包材、保温材の使用を2028年までに段階的に廃止する「発泡プラスチック決別法（Farewell to Foam Act）」法案を再提出した。

### バヌアツ
2017年7月30日の独立記念日に、バヌアツはプラスチックバッグとボトルの使用をやめる方向に進むと発表した。これにより、バヌアツはこれを行う最初の太平洋諸国の1つとなり、使い捨てプラスチックボトルとバッグの輸入を禁止することが始まった。

## 意識向上のための活動

### アースデイ
2019年、アースデイ・ネットワークは、Keep America BeautifulとNational Cleanup Dayと提携して、初の全国的なアースデイクリーンアップを開催した。50の州、5つの米国領土、5,300の場所で行われ、50万人以上のボランティアが参加した。
アースデイ2020はアースデイの50周年で、祝典には「グレートグローバルクリーンアップ」、「シチズンサイエンス」、「アドボカシー」、「教育」、およびアートなどの活動があった。アースデイネットワークは環境活動家の次世代を育てサポートするために、10億人以上の人々を教育し結集させることを目指しており、特にプラスチック廃棄物に焦点を当てている。

### 世界環境デー
毎年、6月5日の世界環境デーは、緊急の問題に関する意識を高め、政府の行動を増加させるための日である。2018年、インドは第43回世界環境デーのホストとなり、テーマは「プラスチック汚染を撃退せよ」で、使い捨てプラスチックに焦点を当てた。インドの環境、森林、気候変動省は、人々に社会的責任を果たすよう促し、日常生活で緑の善行を実行するよう呼びかけた。いくつかの州はプラスチックの使用を禁止または大幅に削減する計画を提出した。

### ユネスコの活動
2013年4月11日、意識を高めるために、アーティストのMaria Cristina Finucciは、フランス・パリのUNESCO本部でイリーナ・ボコバ総長の前で、The Garbage Patch Stateを設立した。UNESCOとイタリア環境省の庇護のもとで行われた一連のイベントの第1回であった。

### 環境保護団体
2025年のグリーンピース・ジャパンの日本居住者対象の意識調査によると、71％がプラスチック汚染防止の国際条約のが重要だと回答し、また誰が汚染に責任があるかについては「プラスチック製品を製造・販売する企業」が最多の43％、「製品を購入・使用・廃棄している消費者」が41％、「政府や自治体」が37％と回答した。